# 현대 싼타페
현대 싼타페(Hyundai Santa Fe)는 현대자동차의 전륜구동 기반 중형 스포츠 유틸리티 자동차이다.
지금까지도 쏘나타의 전륜구동 플랫폼을 활용하여 개발되고 있다. 대한민극에서는 울산광역시 북구 양정동 울산2공장에서 제작된다.

## 1세대(SM)

### 싼타페 (2000년6월~2005년11월)

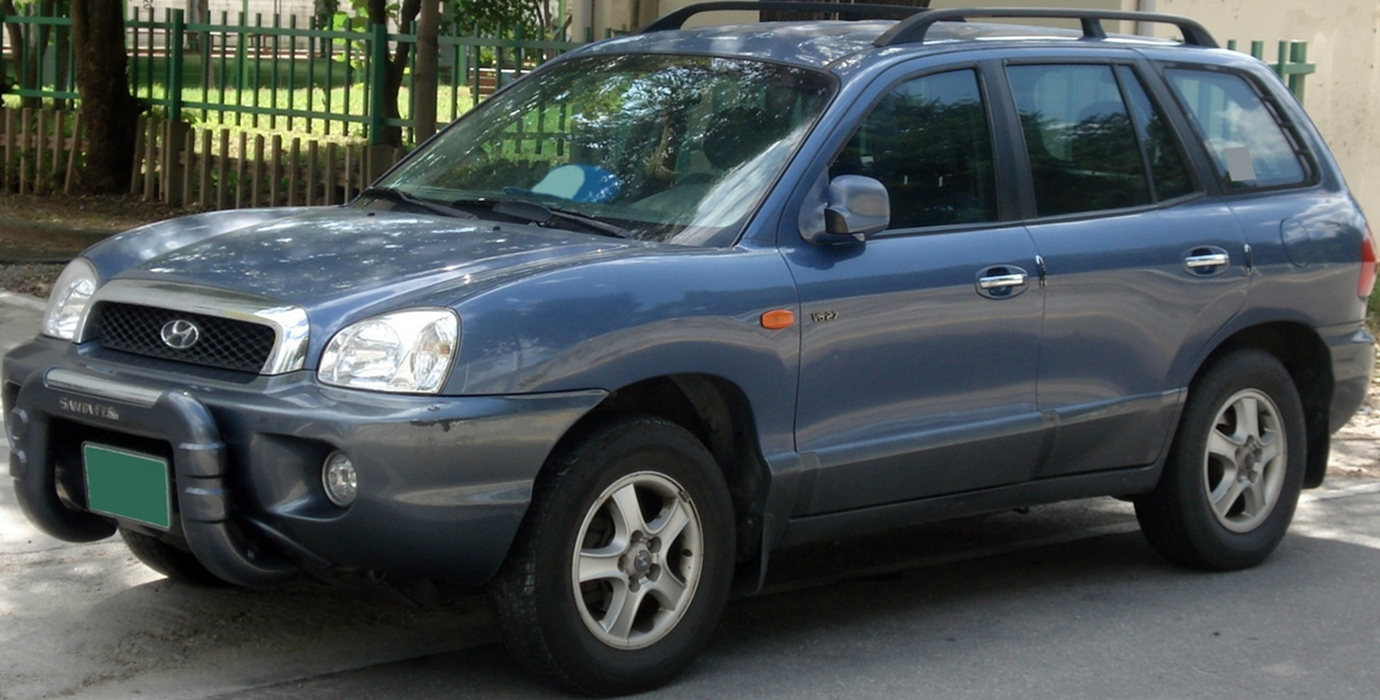
현대 싼타페 (전기형) 정측면

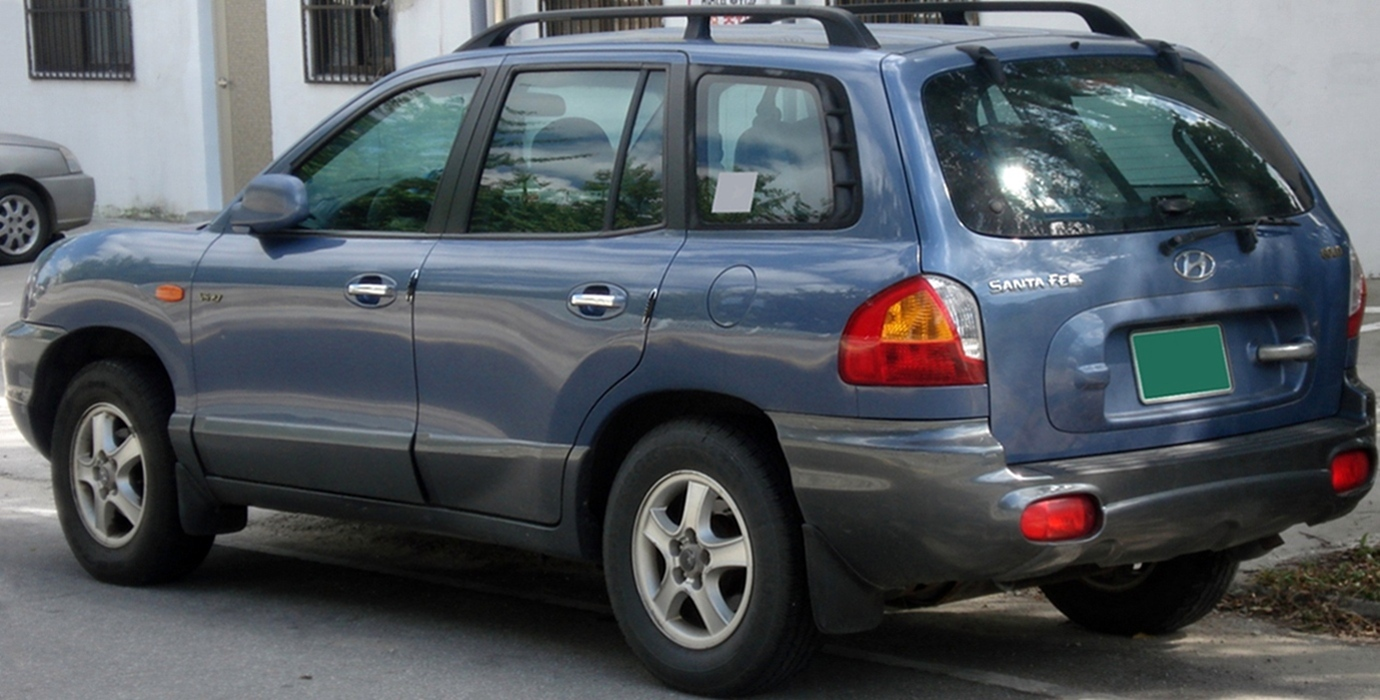
현대 싼타페 (전기형) 후측면

1999년에 개최된 북미 국제 오토쇼에 컨셉트 카(HCD-4)로 출품되어 주목을 받았고 이듬해인 2000년 6월 20일에 출시되었다. 쏘나타(EF)의 전륜구동 플랫폼을 활용하여 개발되었으며, 현대자동차의 LA 디자인 스튜디오에서 디자인을 주도하여 당시 대한민국산 자동차로써는 보기 힘든 역동적인 라인이 크게 주목받았다. 출시되었을 때부터 디지털 거리 표시기가 탑재되어 있었으며, 출시 당시에는 속도계의 최고 속도가 200km/h까지 새겨져 있었다. 대한민국산 스포츠 유틸리티 자동차 최초로 모노코크 바디를 적용하여 승차감을 개선시키고 연비도 향상시켰다. 출시된 해에 우수 산업 디자인 상품 선정선에서 대통령상을 수상하였다. 처음에는 전륜구동에 V6 2.7ℓ 델타 LPG 엔진만 적용되었으나, 같은 해 11월에는 트라제 XG에 적용된 2.0ℓ D 커먼레일 HTI 디젤 엔진과 V6 2.7ℓ 델타 가솔린 엔진, 4륜구동이 추가되었다.
2002년 2월 5일에는 가변 터보를 장착하여 성능을 향상시킨 2.0ℓ D 커먼레일 VGT 디젤 엔진이 적용되었고, 16인치 알로이 휠, 흰색 측면 방향 지시등, 우드 그레인이 신규 적용되었다.
2003년 3월 11일부터 판매된 2003년형은 CD 체인지 일체형 오디오와 직물 재질의 필러 및 도어 트림이 적용되었고, 2.0ℓ D 커먼레일 VGT 디젤 엔진 장착 트림에는 후드 에어 인테이크 홀을 없애 미관을 개선하였다.
2004년 1월 12일에는 16인치 알로이 휠의 디자인이 한 번 더 변경된 2004년형이 출시되었다.
2004년 8월 11일에는 새로운 형상의 테일 램프, 개선된 3D 내비게이션 시스템, 이모빌라이저가 적용되고, 0km/h와 20km/h 눈금의 거리가 알맞게 조절된 2005년형이 출시되었다.

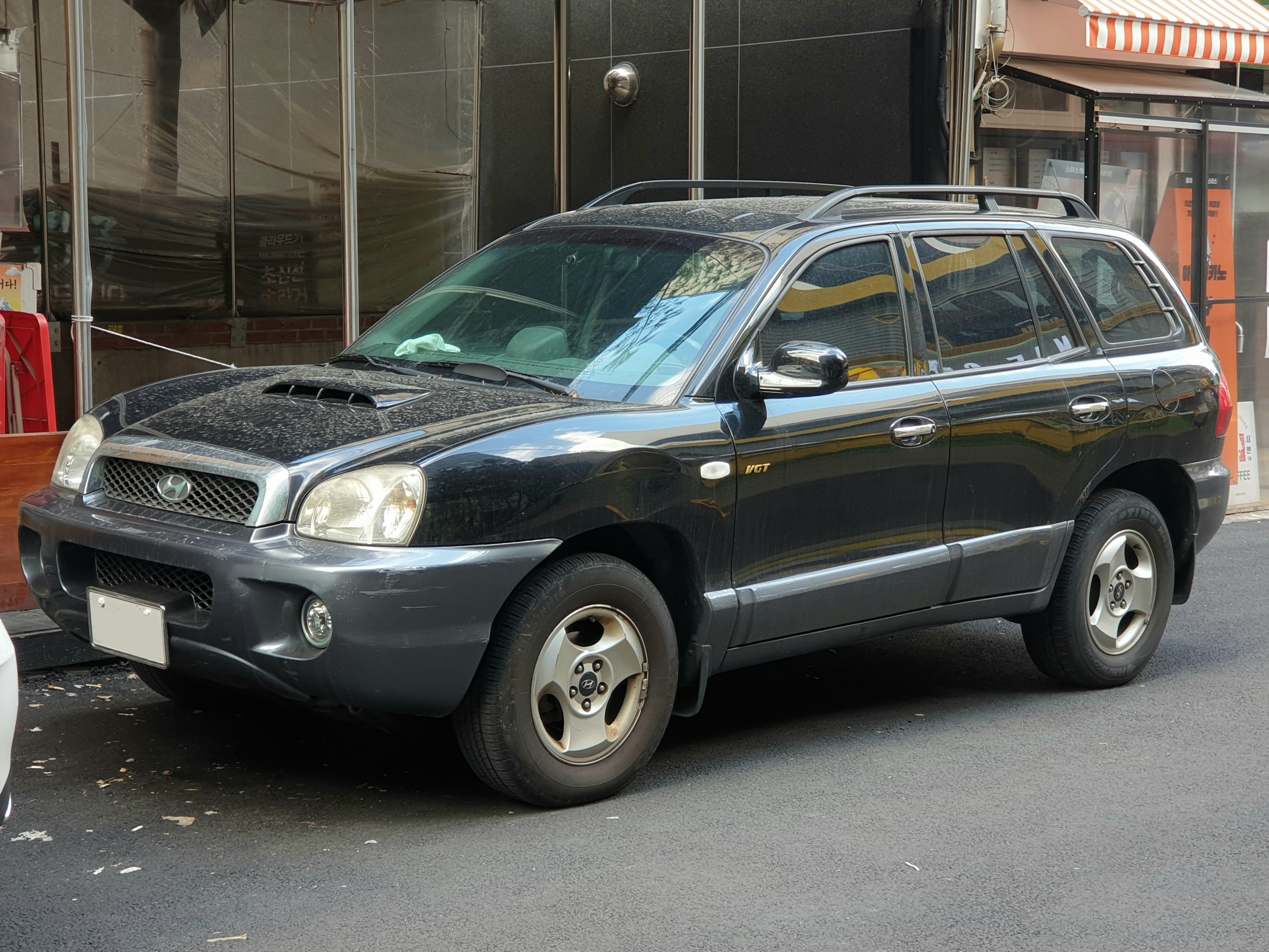
현대 싼타페 (중기형) 정측면
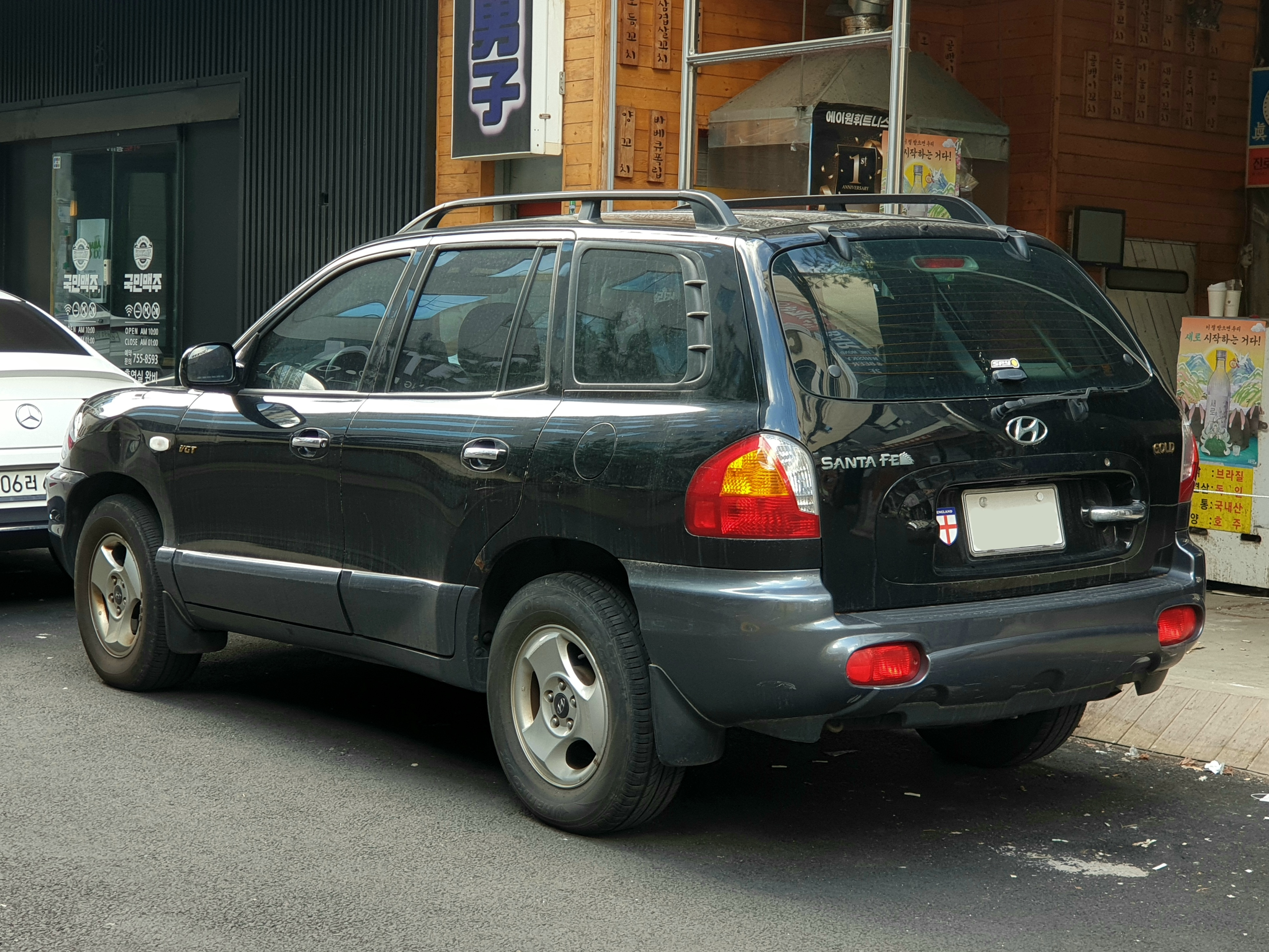
현대 싼타페 (중기형) 후측면
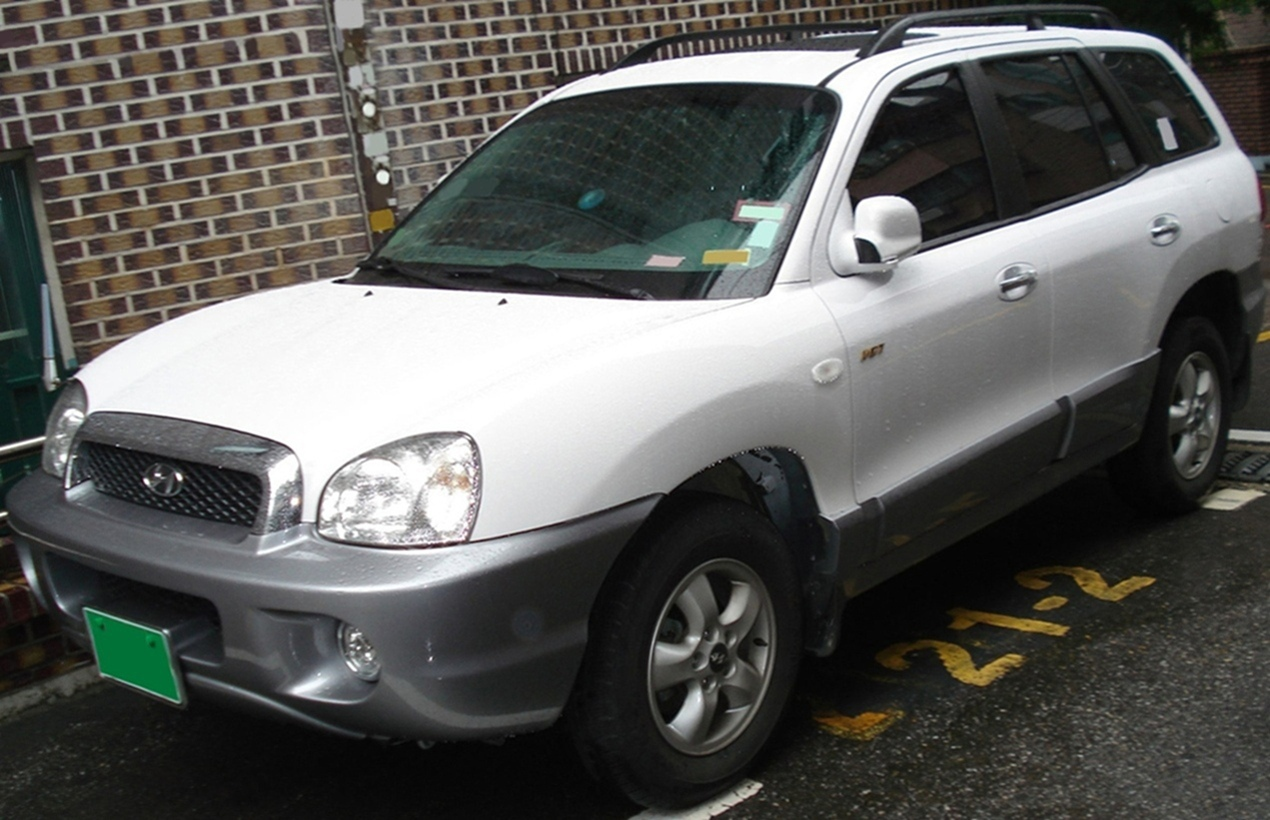
현대 싼타페 (후기형) 정측면
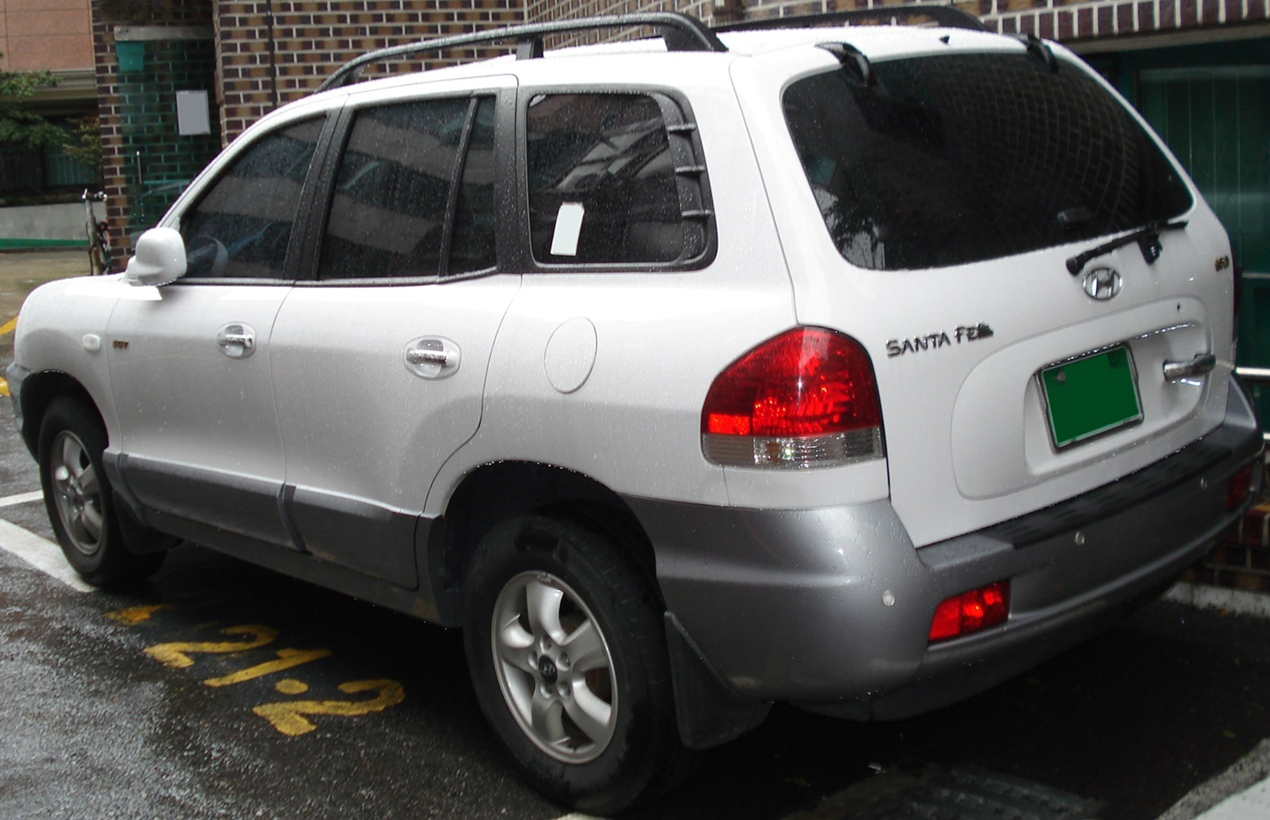
현대 싼타페 (후기형) 후측면
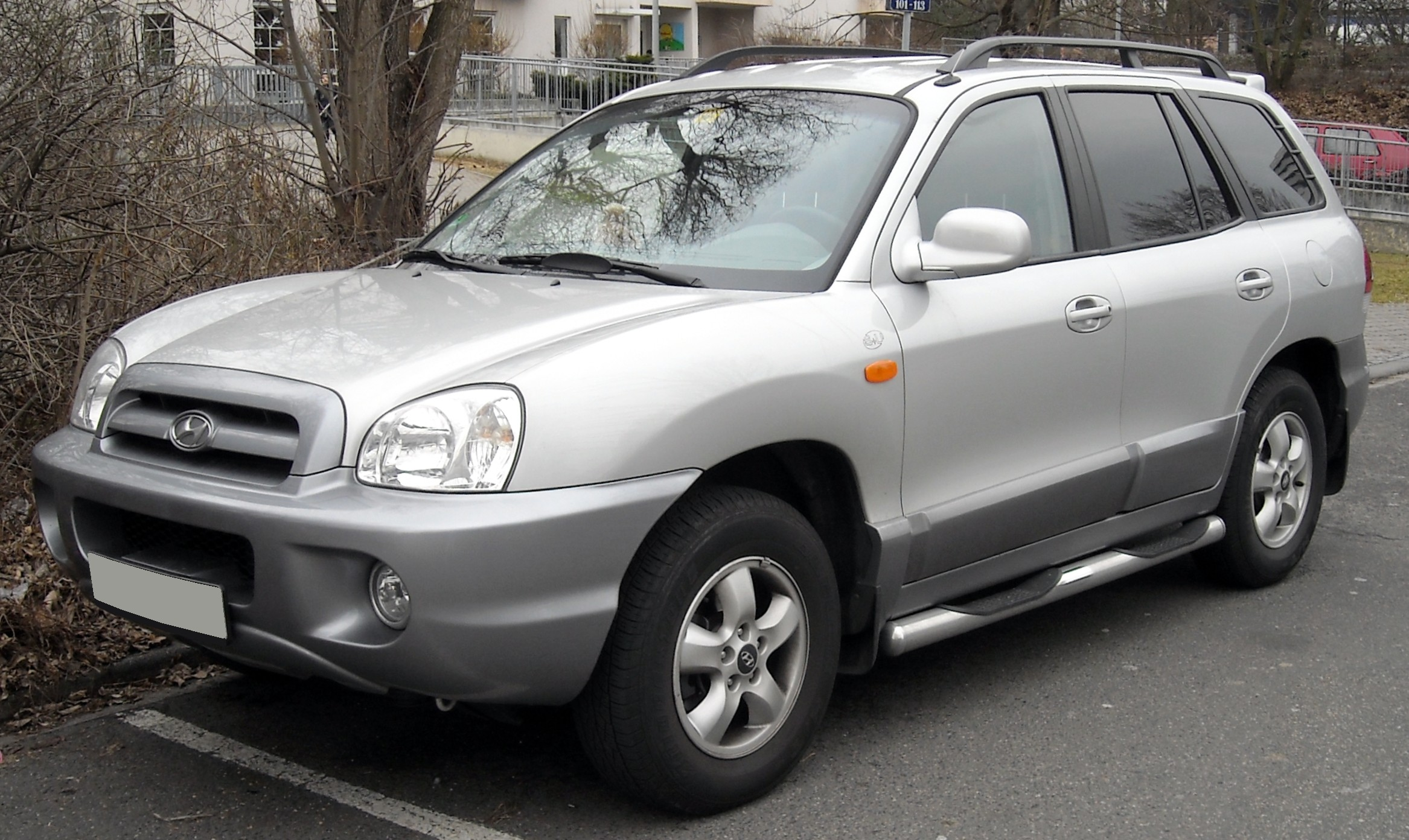
현대 싼타페 (최후기형) 정측면
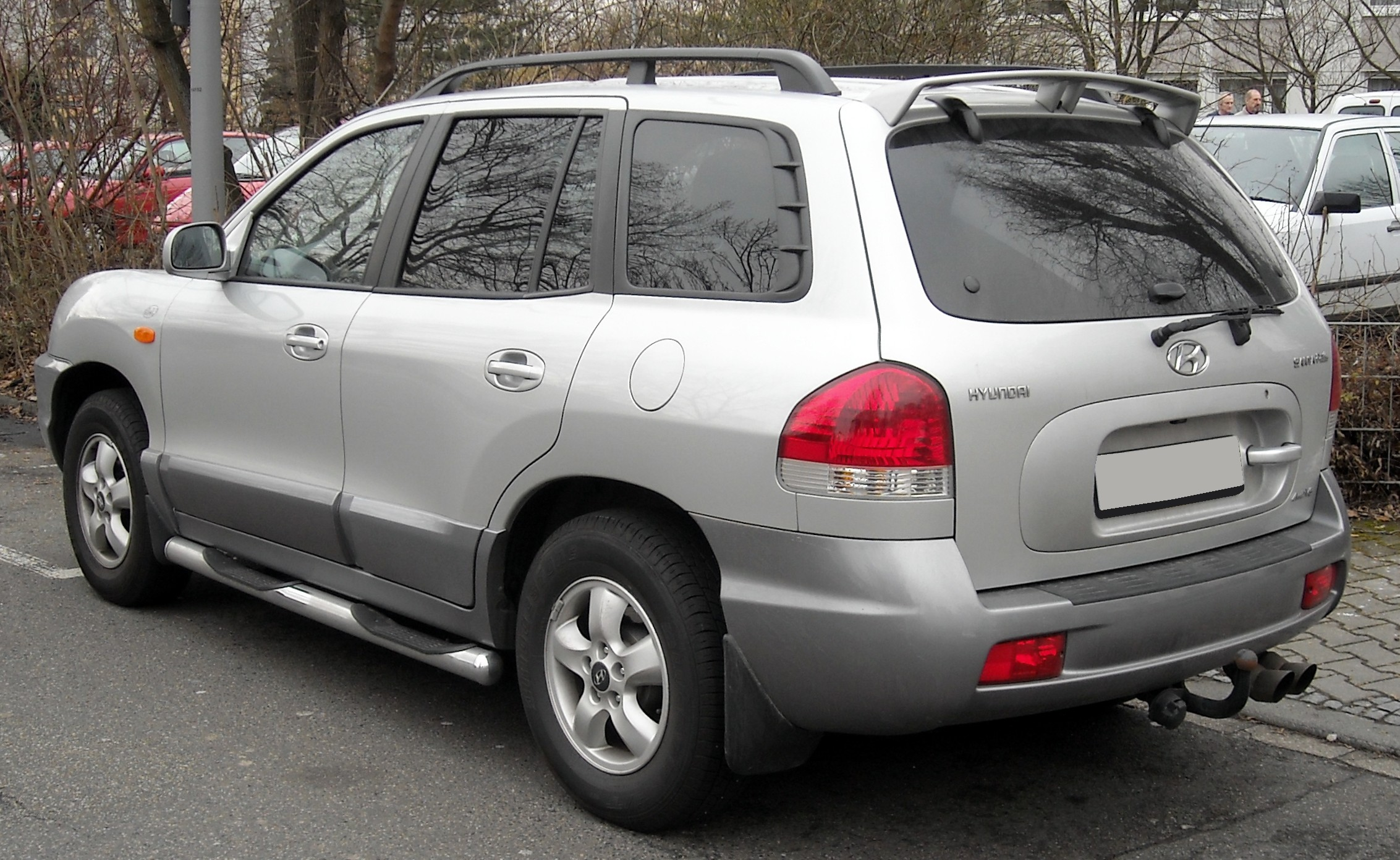
현대 싼타페 (최후기형) 후측면
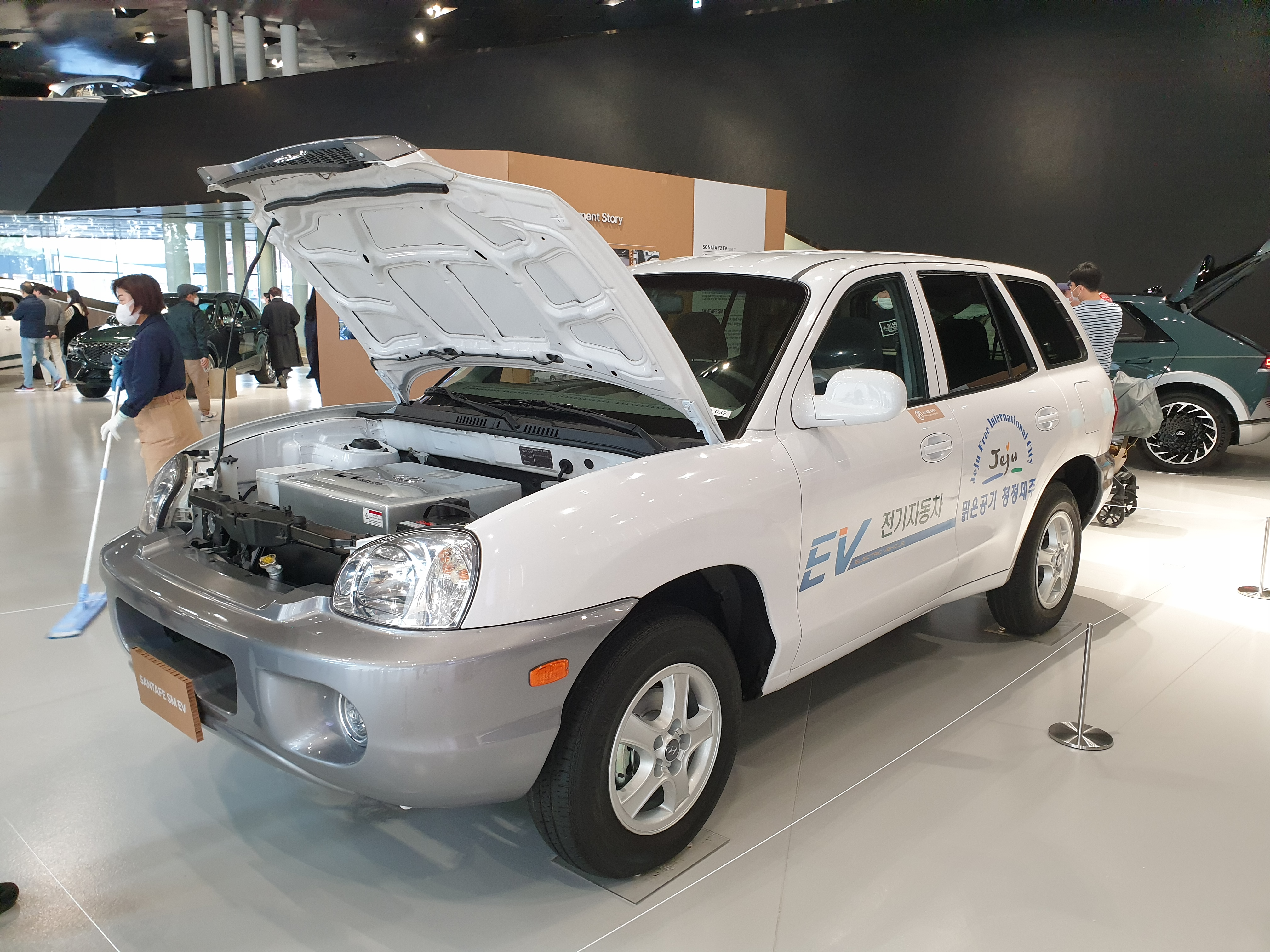
현대 싼타페 EV 해리티지 정측면
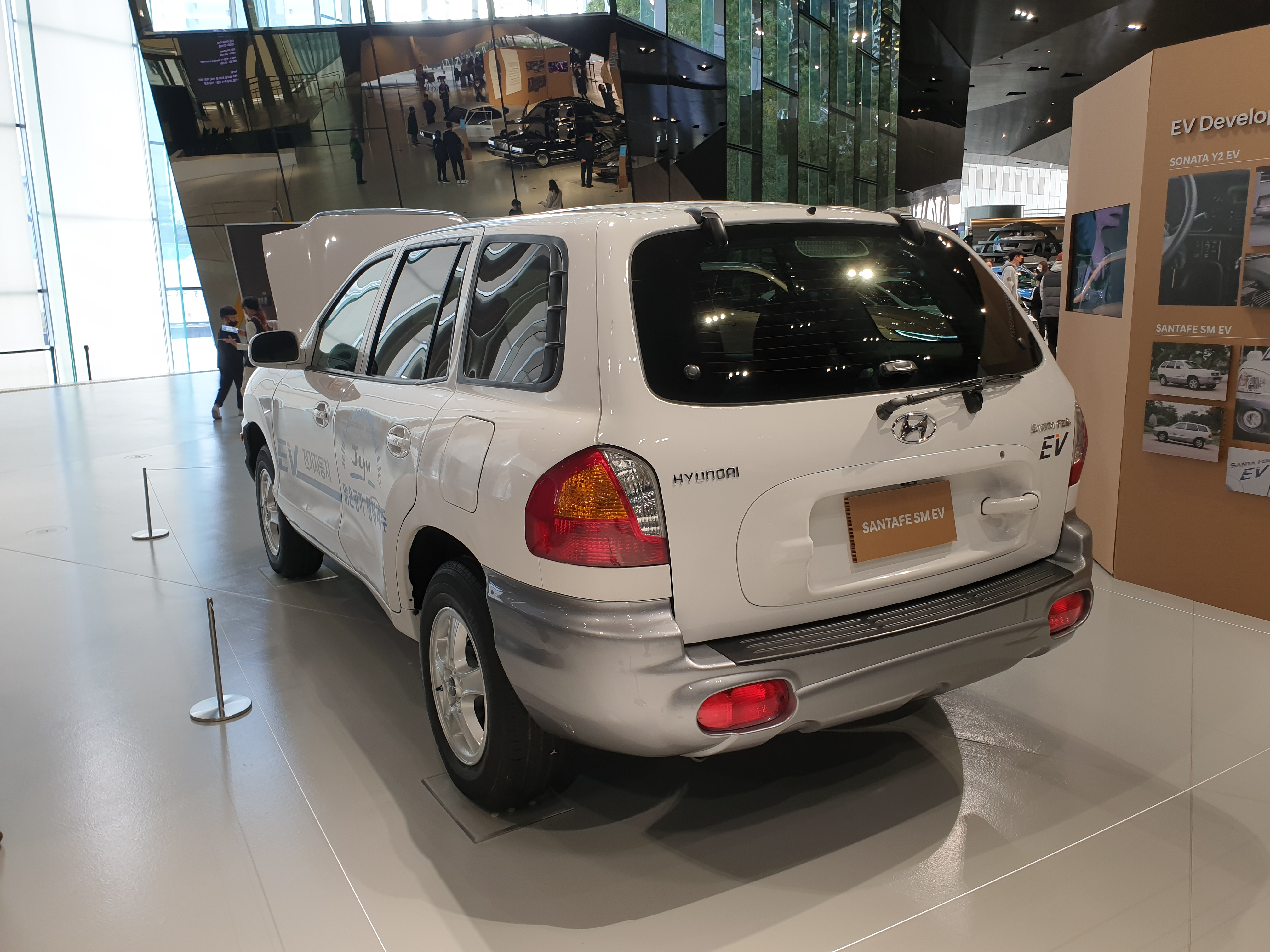
현대 싼타페 EV 해리티지 후측면
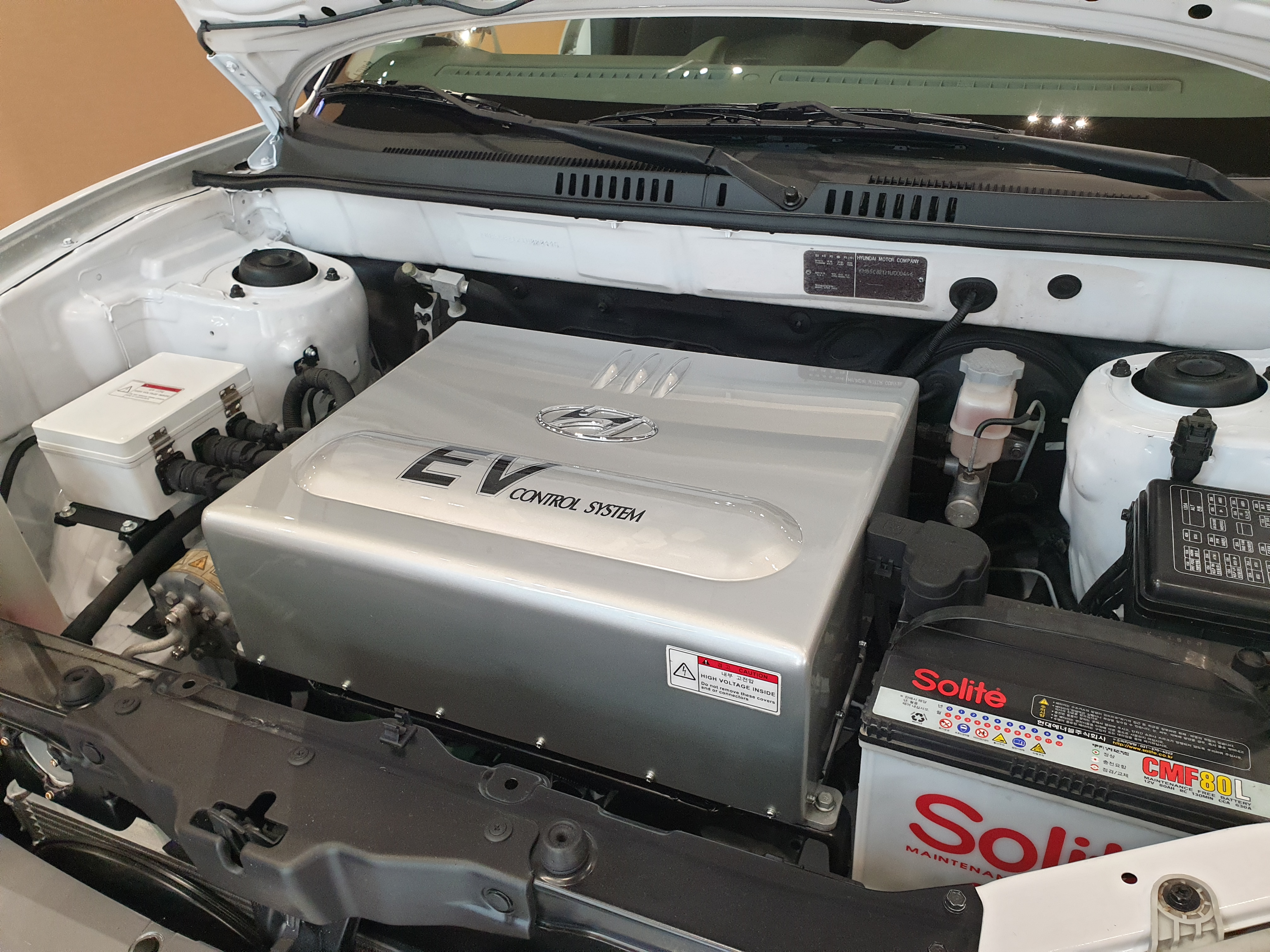
현대 싼타페 EV 해리티지 엔진룸

#### 싼타페 SM 라인업
| 구분   | 2.0ℓ 디젤 | 2.0ℓ 가솔린 | 2.7ℓ LPG | 2.7ℓ 가솔린 |
| ------ | --------- | ----------- | -------- | ----------- |
| 싼타페 | GVS 골드  | GVS         | GVS 골드 | 골드        |

#### 제원
| 구분                 | 2.0ℓ D HTI 디젤 | 2.0ℓ D CRDI 디젤                                     | 2.0ℓ D VGT 디젤 | 2.0ℓ 시리우스 가솔린                                                                                               | 2.7ℓ 델타 LPG | 2.7ℓ 델타 가솔린                                                                     |
| -------------------- | --- | ---------------------------------------------------- | --- | --- | --- | ------------------------------------------------------------------------------------ |
| 전장 (mm)            | 4,500 | 4,500                                                | 4,500 | 4,500 | 4,500 | 4,500                                                                                |
| 전폭 (mm)            | 1,845 | 1,845                                                | 1,845 | 1,845 | 1,845 | 1,845                                                                                |
| 전고 (mm)            | 1,740 | 1,740                                                | 1,740 | 1,720 | 1,730 | 1,740                                                                                |
| 축거 (mm)            | 2,630 | 2,630                                                | 2,630 | 2,630 | 2,630 | 2,630                                                                                |
| 윤거 (전, mm)        | 1,540 | 1,540                                                | 1,540 | 1,540 | 1,540 | 1,540                                                                                |
| 윤거 (후, mm)        | 1,540 | 1,540                                                | 1,540 | 1,540 | 1,540 | 1,540                                                                                |
| 승차 정원            | 7명 | 7명                                                  | 7명 | 7명 | 7명 | 7명                                                                                  |
| 변속기               | 수동 5단 자동 4단 | 수동 5단 자동 4단                                    | 수동 5단 자동 4단 | 수동 5단 자동 4단                                                                                                  | 수동 5단 자동 4단                                                                                                   | 자동 4단                                                                             |
| 서스펜션 (전/후)     | 맥퍼슨 스트럿/더블 위시본 | 맥퍼슨 스트럿/더블 위시본                            | 맥퍼슨 스트럿/더블 위시본 | 맥퍼슨 스트럿/더블 위시본                                                                                          | 맥퍼슨 스트럿/더블 위시본                                                                                           | 맥퍼슨 스트럿/더블 위시본                                                            |
| 구동 형식            | 전륜 구동 4륜 구동 | 전륜 구동 4륜 구동                                   | 전륜 구동 4륜 구동 | 전륜 구동 | 전륜 구동 | 4륜 구동                                                                             |
| 엔진 형식            | D4EA | D4EA                                                 | D4EA | G4JP | L6BA | G6BA                                                                                 |
| 연료                 | 디젤 | 디젤                                                 | 디젤 | 가솔린 | LPG | 가솔린                                                                               |
| 배기량 (cc)          | 1,991 | 1,991                                                | 1,991 | 1,997 | 2,656 | 2,656                                                                                |
| 최고 출력 (ps/rpm)   | 115/4,000 | 115/4,000                                            | 126/4,000 | 147/6,000 (이후 133/6,000으로 변경)                                                                                | 160/5,000 (이후 144/5,000으로 변경)                                                                                 | 185/6,000                                                                            |
| 최대 토크 (kg*m/rpm) | 26.5/2,000 | 26.5/2,000                                           | 29.5/2,000 | 19.4/4,500 (이후 18.1/4,500으로 변경)                                                                              | 23.7/4,000 (이후 23.0/4,000으로 변경)                                                                               | 25.8/4,000                                                                           |
| 연료 탱크 용량 (ℓ)   | 65 | 65                                                   | 65 | 65 | 70 | 65                                                                                   |
| 요소수 탱크 용량 (ℓ) | - | -                                                    | - | - | - | -                                                                                    |
| 공차 중량 (kg)       | 1,665(전륜 구동 수동 5단)/ 1,705(전륜 구동 자동 4단)/ 1,765(4륜 구동 수동 5단)/ 1,800(4륜 구동 자동 4단) | 1,665(전륜 구동 수동 5단)/ 1,705(전륜 구동 자동 4단) | 1,675(전륜 구동 수동 5단)/ 1,715(전륜 구동 자동 4단)/ 1,785(4륜 구동 수동 5단)/ 1,820(4륜 구동 자동 4단) | 1,585(전륜 구동 수동 5단)/ 1,605(전륜 구동 자동 4단)                                                               | 1,655(전륜 구동 수동 5단)/ 1,680(전륜 구동 자동 4단)                                                                | 1,730(4륜 구동 자동 4단)                                                             |
| 연비 (km/ℓ)          | 21.6(전륜 구동 수동 5단)/ 18.7(전륜 구동 자동 4단)/ 19.6(4륜 구동 수동 5단)/ 18.7(4륜 구동 자동 4단) (이후 13.41(전륜 구동 수동 5단)/ 11.76(전륜 구동 자동 4단)/ 12.94(4륜 구동 수동 5단)/ 10.86(4륜 구동 자동 4단)으로 변경) | 13.9(전륜 구동 수동 5단)/ 11.6(전륜 구동 자동 4단)   | 14.5(전륜 구동 수동 5단)/ 11.8(전륜 구동 자동 4단)/ 13.4(4륜 구동 수동 5단)/ 11.1(4륜 구동 자동 4단) (이후 14.4(전륜 구동 수동 5단)/ 12.0(전륜 구동 자동 4단)/ 13.9(4륜 구동 수동 5단)/ 11.3(4륜 구동 자동 4단)으로 변경) | 14.6(전륜 구동 수동 5단)/ 13.8(전륜 구동 자동 4단) (이후 11.0(전륜 구동 수동 5단)/ 9.4(전륜 구동 자동 4단)로 변경) | 12.8(전륜 구동 수동 5단)/ 10.2(전륜 구동 자동 4단) (이후 8.7(전륜 구동 수동 5단)/ 7.6(전륜 구동 자동 4단)으로 변경) | 10.0(4륜 구동 자동 4단) (이후 8.8(4륜 구동 자동 4단), 8.2(4륜 구동 자동 4단)로 변경) |

## 2세대(CM)

### 싼타페(2005년11월~2009년7월)

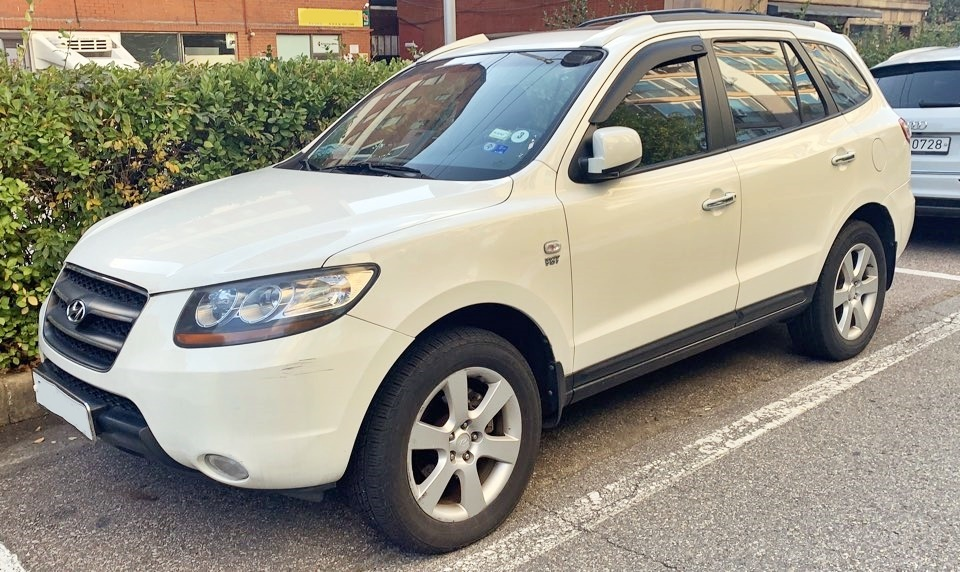
현대 싼타페 정측면

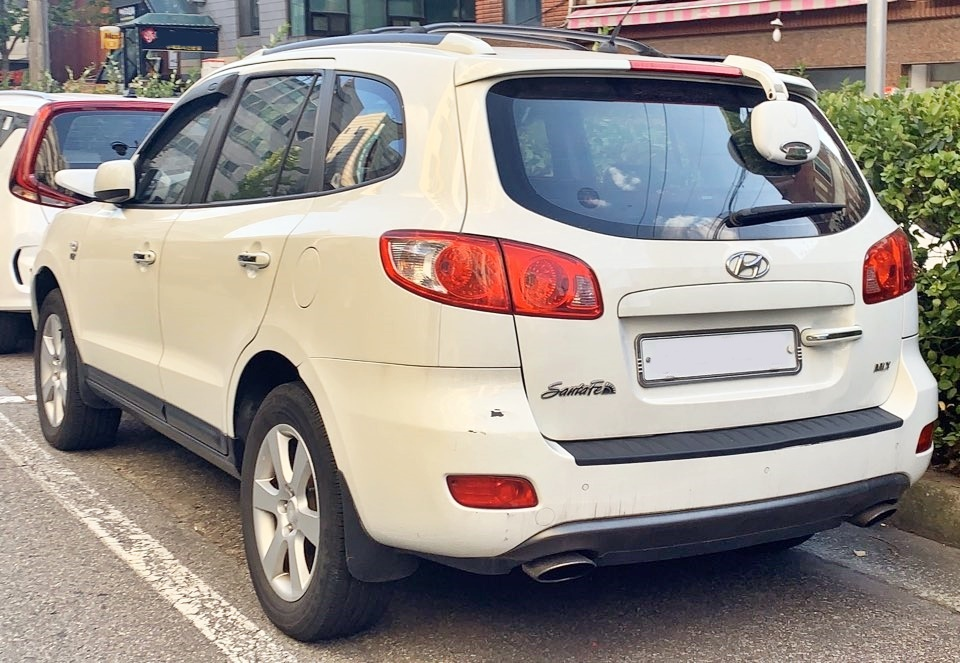
현대 싼타페 후측면

2005년 11월 22일에 출시되었다. 1세대보다 전장이 175mm 더 길어지고 전폭도 45mm 더 넓어지는 등 차체가 1세대보다 더 커졌다. 3열 시트가 후방을 향해 있었던 1세대와는 달리, 전방을 향하게 하여 편의성이 증대되었다. 또한, 속도계의 최고 속도가 220km/h까지 새겨졌다. 2006년부터 미국과 캐나다 사양은 쏘나타(NF)에 이어 미국 앨라배마주에 있는 현지 공장에서 생산되나, 2010년 10월부터는 기아자동차 조지아주 공장에서 생산되었다. 2007년 3월 5일에는 2.2ℓ D 디젤 엔진의 성능이 향상됨과 동시에 유로 Ⅳ 배기가스 기준을 충족시키고, 스마트 키와 2열 열선 시트, 풋 램프 등이 신규 적용되면서 싼타페 S로 판매되기 시작하였다. 같은 해 12월 3일에는 싼타페 더 럭스라는 이름 하에 2.2ℓ D 디젤 엔진의 성능 향상, 럭스 에디션 내장 컬러 팩(알칸타라 재질의 시트), 사이드 리피터 내장형 아웃 사이드 미러, 경사로 저속 주행 장치, 지상파 DMB 등이 적용된 상품 개선형이 선보였다. 2008년 6월 4일에 출시된 2009년형은 2.0ℓ D 디젤 엔진과 2.2ℓ D 디젤 엔진의 성능과 연비가 향상되고, AUX 및 USB 단자와 블루투스 핸즈프리가 적용되었다. 2009년 5월 14일에는 대한민국산 SUV 최초로 대한민국 내 50만대 판매를 돌파하였다.

#### 라인업
| 구분   | 2.0ℓ 디젤   | 2.2ℓ 디젤   |
| ------ | ----------- | ----------- |
| 싼타페 | CLX MLX SLX | CLX MLX SLX |

#### 제원
| 구분                 | 2.0ℓ D VGT 디젤                                                   | 2.2ℓ D VGT 디젤 (수동 5단)                                                                                              | 2.2ℓ D VGT 디젤 (자동 5단)                                                                                              |
| -------------------- | ----------------------------------------------------------------- | --- | --- |
| 전장 (mm)            | 4,675                                                             | 4,675 | 4,675 |
| 전폭 (mm)            | 1,890                                                             | 1,890 | 1,890 |
| 전고 (mm)            | 1,725 1,795(루프랙 적용시)                                        | 1,725 1,795(루프랙 적용시)                                                                                              | 1,725 1,795(루프랙 적용시)                                                                                              |
| 축거 (mm)            | 2,700                                                             | 2,700 | 2,700 |
| 윤거 (전, mm)        | 1,615                                                             | 1,615 | 1,615 |
| 윤거 (후, mm)        | 1,620                                                             | 1,620 | 1,620 |
| 승차 정원            | 7명                                                               | 7명 | 7명 |
| 변속기               | 자동 5단                                                          | 수동 5단 | 자동 5단 |
| 서스펜션 (전/후)     | 맥퍼슨 스트럿/멀티 링크                                           | 맥퍼슨 스트럿/멀티 링크                                                                                                 | 맥퍼슨 스트럿/멀티 링크                                                                                                 |
| 구동 형식            | 전륜 구동                                                         | 전륜 구동 4륜 구동 | 전륜 구동 4륜 구동 |
| 엔진 형식            | D4EA                                                              | D4EB | D4EB |
| 연료                 | 디젤                                                              | 디젤 | 디젤 |
| 배기량 (cc)          | 1,991                                                             | 2,188 | 2,188 |
| 최고 출력 (ps/rpm)   | 151/3,800                                                         | 153/4,000 (이후 158/4,000으로 변경)                                                                                     | 153/4,000 (이후 158/4,000, 172/3,800, 175/3,800으로 변경)                                                               |
| 최대 토크 (kg*m/rpm) | 34.0/2,000                                                        | 35.0/2,000 (이후 36.0/2,000으로 변경)                                                                                   | 35.0/2,000 (이후 36.0/2,000, 37.0/2,000으로 변경)                                                                       |
| 연료 탱크 용량 (ℓ)   | 75                                                                | 75 | 75 |
| 요소수 탱크 용량 (ℓ) | -                                                                 | - | - |
| 공차 중량 (kg)       | 1,847(전륜 구동 자동 5단)                                         | 1,785(전륜 구동 수동 5단)/ 1,875(4륜 구동 수동 5단) (이후 1,817(전륜 구동 수동 5단)/ 1,907(4륜 구동 수동 5단)으로 변경) | 1,815(전륜 구동 자동 5단)/ 1,905(4륜 구동 자동 5단) (이후 1,847(전륜 구동 자동 5단)/ 1,941(4륜 구동 자동 5단)으로 변경) |
| 연비 (km/ℓ)          | 12.6(전륜 구동 자동 5단) (이후 13.2(전륜 구동 자동 5단)으로 변경) | 14.4(전륜 구동 수동 5단)/ 13.9(4륜 구동 수동 5단) (이후 14.4(전륜 구동 수동 5단)/ 14.0(4륜 구동 수동 5단)으로 변경)     | 12.3(전륜 구동 자동 5단)/ 11.4(4륜 구동 자동 5단) (이후 12.5(전륜 구동 자동 5단)/ 11.7(4륜 구동 자동 5단)으로 변경)     |
| Co2 배출량 (g/km)    | 231(전륜 구동 자동 5단) (이후 202(전륜 구동 자동 5단)으로 변경)   | 188(전륜 구동 수동 5단)/ 192(4륜 구동 수동 5단)                                                                         | 215(전륜 구동 자동 5단)/ 230(4륜 구동 자동 5단)                                                                         |

### 싼타페 더 스타일(2009년7월~2012년4월)

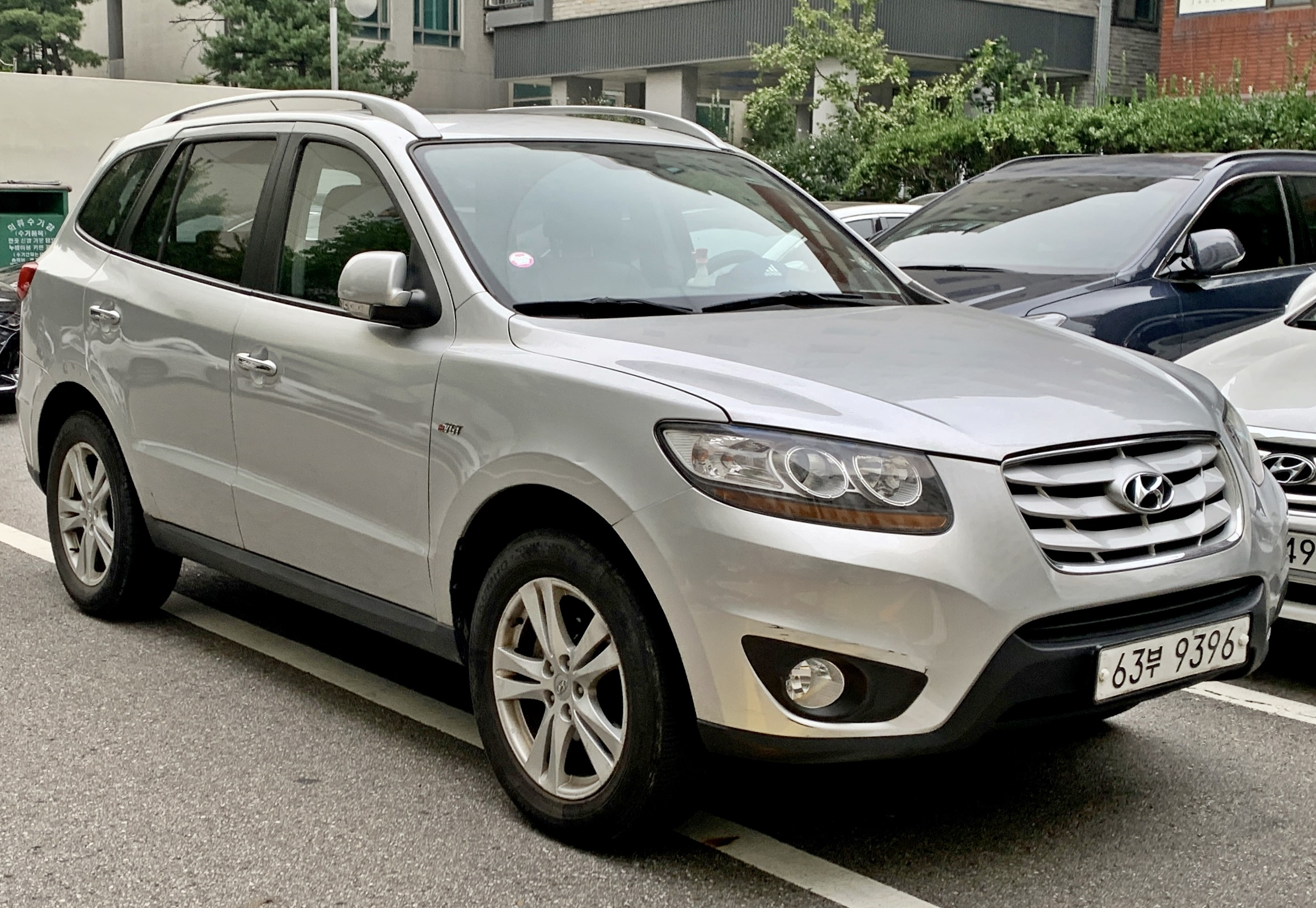
현대 싼타페 더 스타일 (전기형) 정측면

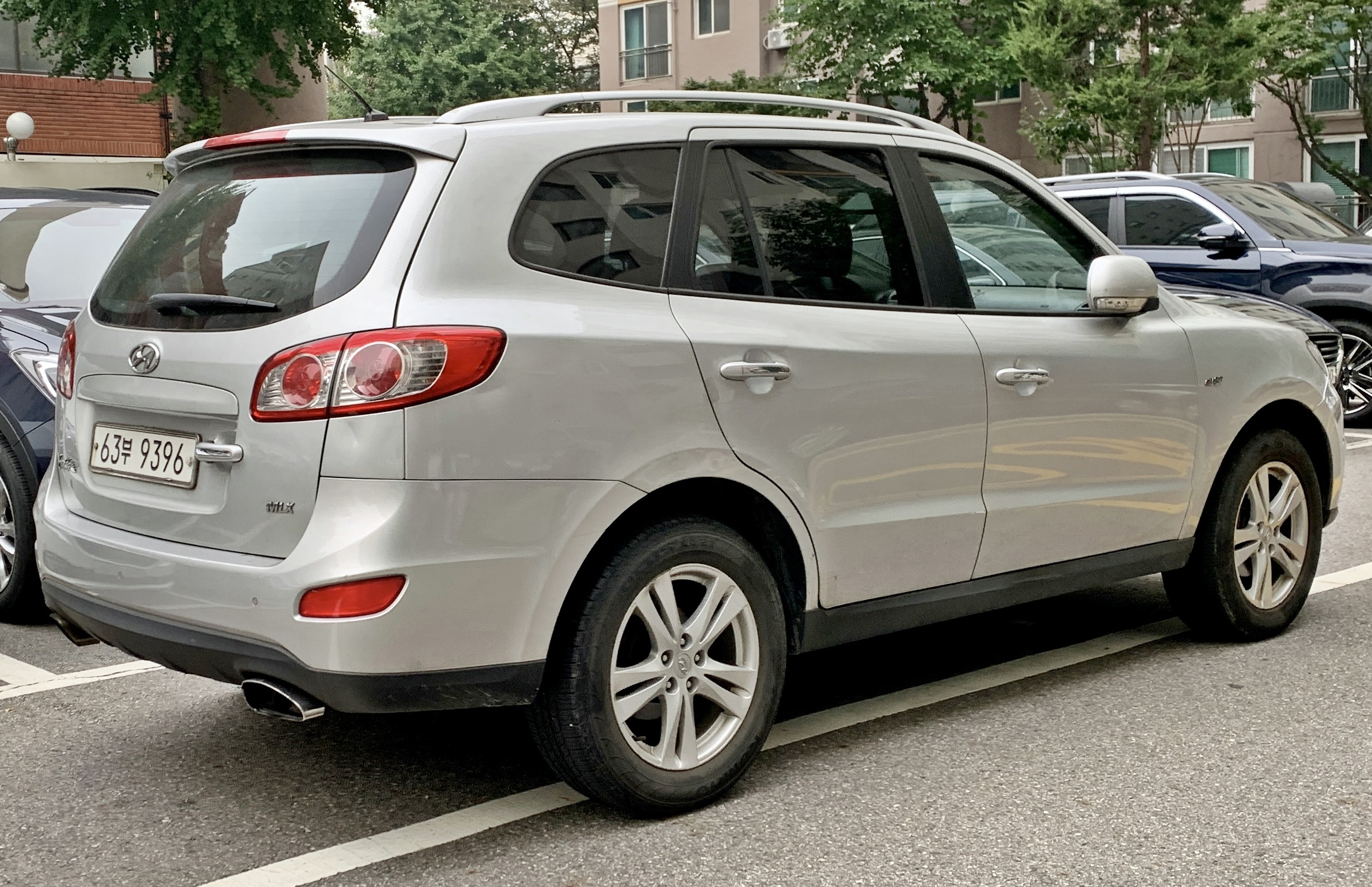
현대 싼타페 더 스타일 (전기형) 후측면

2009년 7월 1일에 출시되었다. 기아 쏘렌토(2세대)에 장착된 2.0ℓ R 디젤 엔진과 2.2ℓ R 디젤 엔진, 6단 자동변속기가 적용되어 성능을 향상시켰다. 라디에이터 그릴과 범퍼, 테일 램프, 루프랙 등 일부 디자인의 변경도 이루어졌다. 버튼 시동 스마트 키와 전방 주차 보조 시스템, 하이 패스 시스템, 후방 디스플레이 룸미러 등이 신규 적용되었다. 같은 해 9월 1일에는 2.4ℓ 세타 Ⅱ 가솔린 엔진이, 10월 1일에는 V6 2.7ℓ 뮤 LPI 엔진이 추가되었다. 2010년 12월부터는 1열 사이드&커튼 에어백이 모든 트림에 기본 적용되었다. 2011년 7월 1일에는 2012년형이 출시되었다.

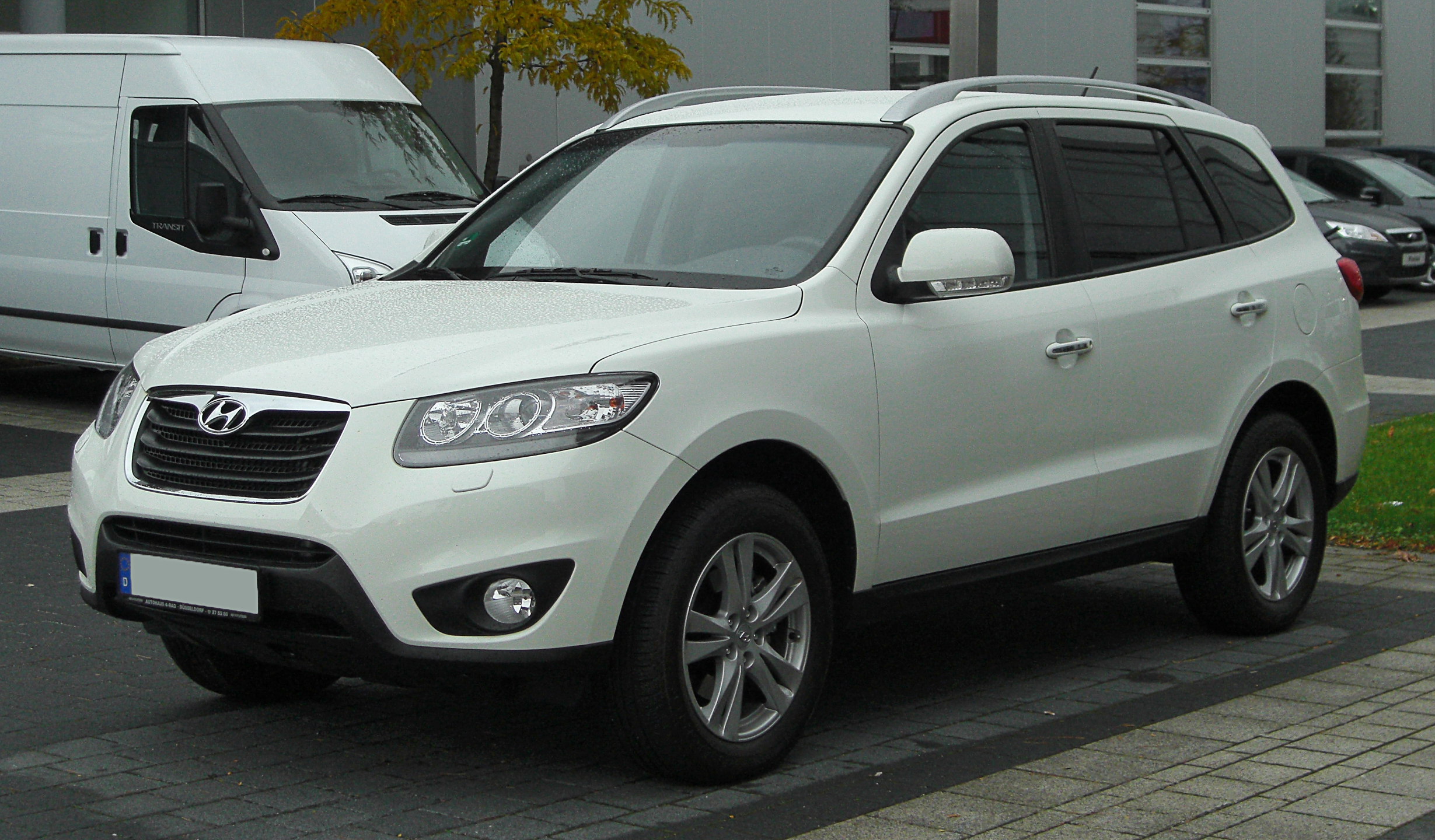
현대 싼타페 더 스타일 (전기형, 수출형) 정측면
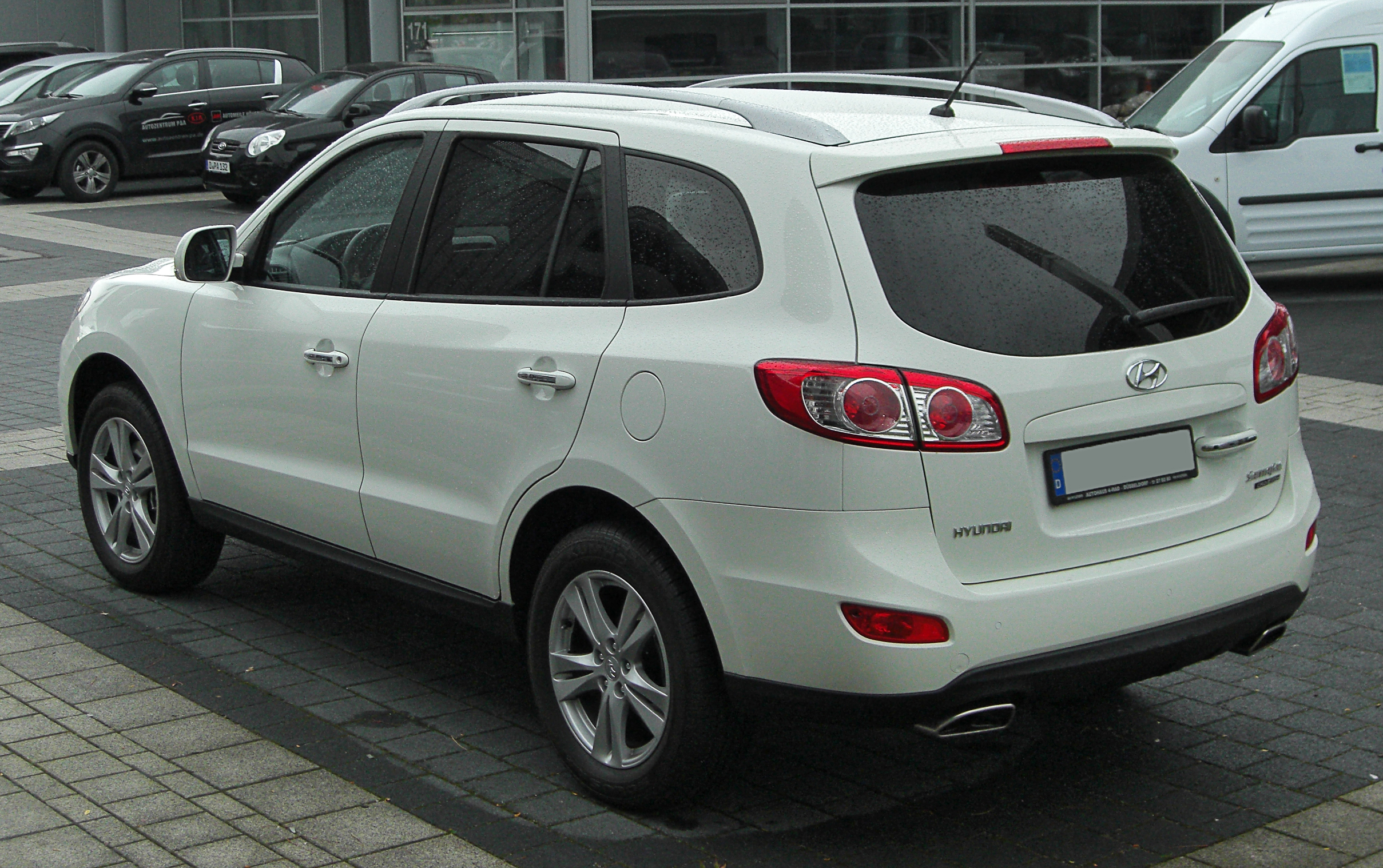
현대 싼타페 더 스타일 (전기형, 수출형) 후측면
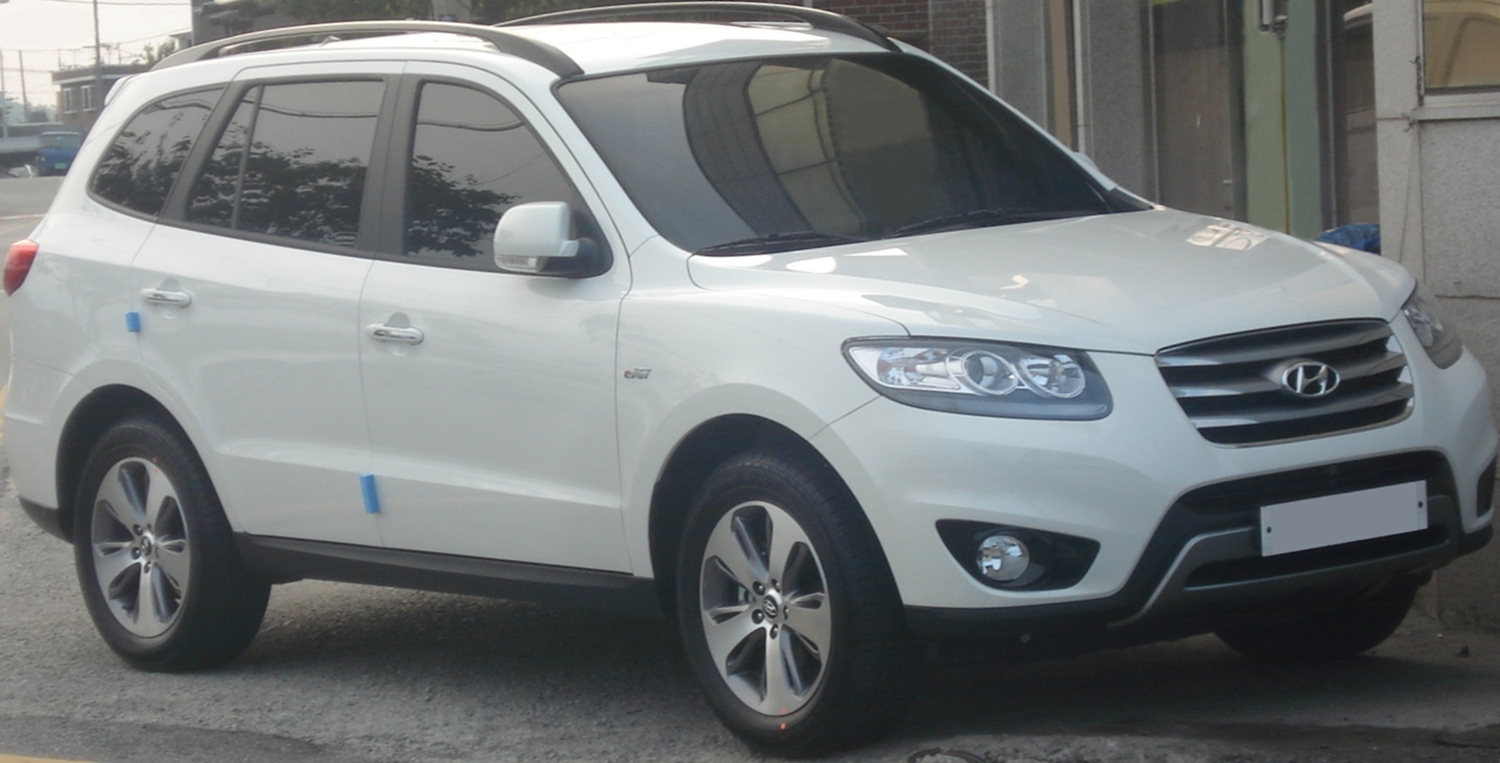
현대 싼타페 더 스타일 (후기형) 정측면
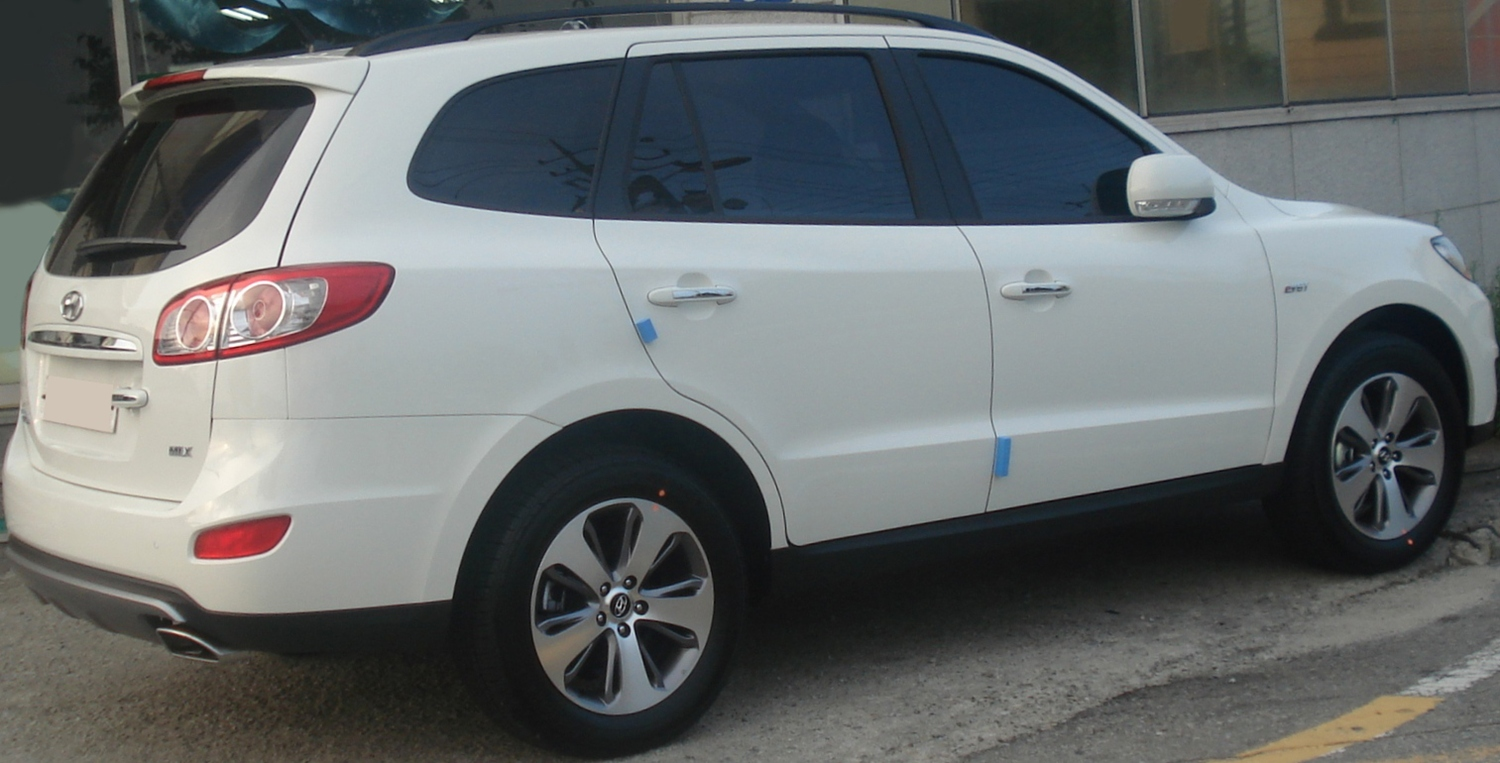
현대 싼타페 더 스타일 (후기형) 후측면

#### 라인업
| 구분             | 2.0ℓ 디젤   | 2.2ℓ 디젤   | 2.4ℓ 가솔린 | 2.7ℓ LPG    |
| ---------------- | ----------- | ----------- | ----------- | ----------- |
| 싼타페 더 스타일 | CLX MLX SLX | CLX MLX SLX | CLX MLX SLX | CLX MLX SLX |

#### 제원
| 전장 (mm)            | 4,675(2009년~2011년) 4,685(2011년~2012년)                                                                       | 4,675(2009년~2011년) 4,685(2011년~2012년)                                                                       | 4,675                      | 4,675                      |                         |       |       |
| 전폭 (mm)            | 1,890 | 1,890 | 1,890                      | 1,890                      | 1,890                   | 1,890 | 1,890 |
| 전고 (mm)            | 1,725(2009년~2010년) 1,715(2010년~2012년) 1,760(2009년~2010년 루프랙 적용시) 1,750(2010년~2012년 루프랙 적용시) | 1,725(2009년~2010년) 1,715(2010년~2012년) 1,760(2009년~2010년 루프랙 적용시) 1,750(2010년~2012년 루프랙 적용시) | 1,725 1,760(루프랙 적용시) | 1,725 1,760(루프랙 적용시) |                         |       |       |
| 축거 (mm)            | 2,700 | 2,700 | 2,700                      | 2,700                      | 2,700                   |       |       |
| 윤거 (전, mm)        | 1,615 | 1,615 | 1,615                      | 1,615                      | 1,615                   |       |       |
| 윤거 (후, mm)        | 1,620 | 1,620 | 1,620                      | 1,620                      | 1,620                   |       |       |
| 승차 정원            | 7명 | 7명 | 7명                        | 7명                        | 7명                     |       |       |
| 변속기               | 자동 6단 | 수동 6단 자동 6단                                                                                               | 자동 6단                   | 자동 6단                   |                         |       |       |
| 서스펜션 (전/후)     | 맥퍼슨 스트럿/멀티 링크                                                                                         | 맥퍼슨 스트럿/멀티 링크                                                                                         | 맥퍼슨 스트럿/멀티 링크    | 맥퍼슨 스트럿/멀티 링크    | 맥퍼슨 스트럿/멀티 링크 |       |       |
| 구동 형식            | 전륜 구동 | 전륜 구동 4륜 구동                                                                                              | 전륜 구동                  | 전륜 구동                  |                         |       |       |
| 엔진 형식            | D4HA | D4HB | L6EA                       | G4KE                       |                         |       |       |
| 연료                 | 디젤 | 디젤 | LPG                        | 가솔린                     |                         |       |       |
| 배기량 (cc)          | 1,995 | 2,199 | 2,656                      | 2,359                      |                         |       |       |
| 최고 출력 (ps/rpm)   | 184/4,000 | 200/3,800 | 162/5,200                  | 175/6,000                  |                         |       |       |
| 최대 토크 (kg*m/rpm) | 40.0/1,800~2,500                                                                                                | 43.0/1,800~2,500(수동 6단) 44.5/1,800~2,500(자동 6단)                                                           | 25.0/4,000                 | 23.0/3,750                 |                         |       |       |
| 연료 탱크 용량 (ℓ)   | 70 | 70 | 70                         | 70                         |                         |       |       |
| 요소수 탱크 용량 (ℓ) | - | - | -                          | -                          |                         |       |       |
| 공차 중량 (kg)       | 1,830(전륜 구동 자동 6단)                                                                                       | 1,820(전륜 구동 수동 6단)/ 1,840(전륜 구동 자동 6단)/ 1,840(4륜 구동 수동 6단)/ 1,890(4륜 구동 자동 6단)        | 1,820(전륜 구동 자동 6단)  | 1,720(전륜 구동 자동 6단)  |                         |       |       |
| 연비 (km/ℓ)          | 15.0(전륜 구동 자동 6단)                                                                                        | 15.7(전륜 구동 수동 6단)/ 14.1(전륜 구동 자동 6단)/ 15.5(4륜 구동 수동 6단)/ 13.2(4륜 구동 자동 6단)            | 7.9(전륜 구동 자동 6단)    | 10.7(전륜 구동 자동 6단)   |                         |       |       |
| CO2배출량 (g/km)     | 180(전륜 구동 자동 6단)                                                                                         | 172(전륜 구동 수동 6단)/ 191(전륜 구동 자동 6단)/ 174(4륜 구동 수동 6단)/ 203(4륜 구동 자동 6단)                | 225(전륜 구동 자동 6단)    | 218(전륜 구동 자동 6단)    |                         |       |       |

## 3세대(DM)

### 올 뉴 싼타페(2012년4월~2015년6월)

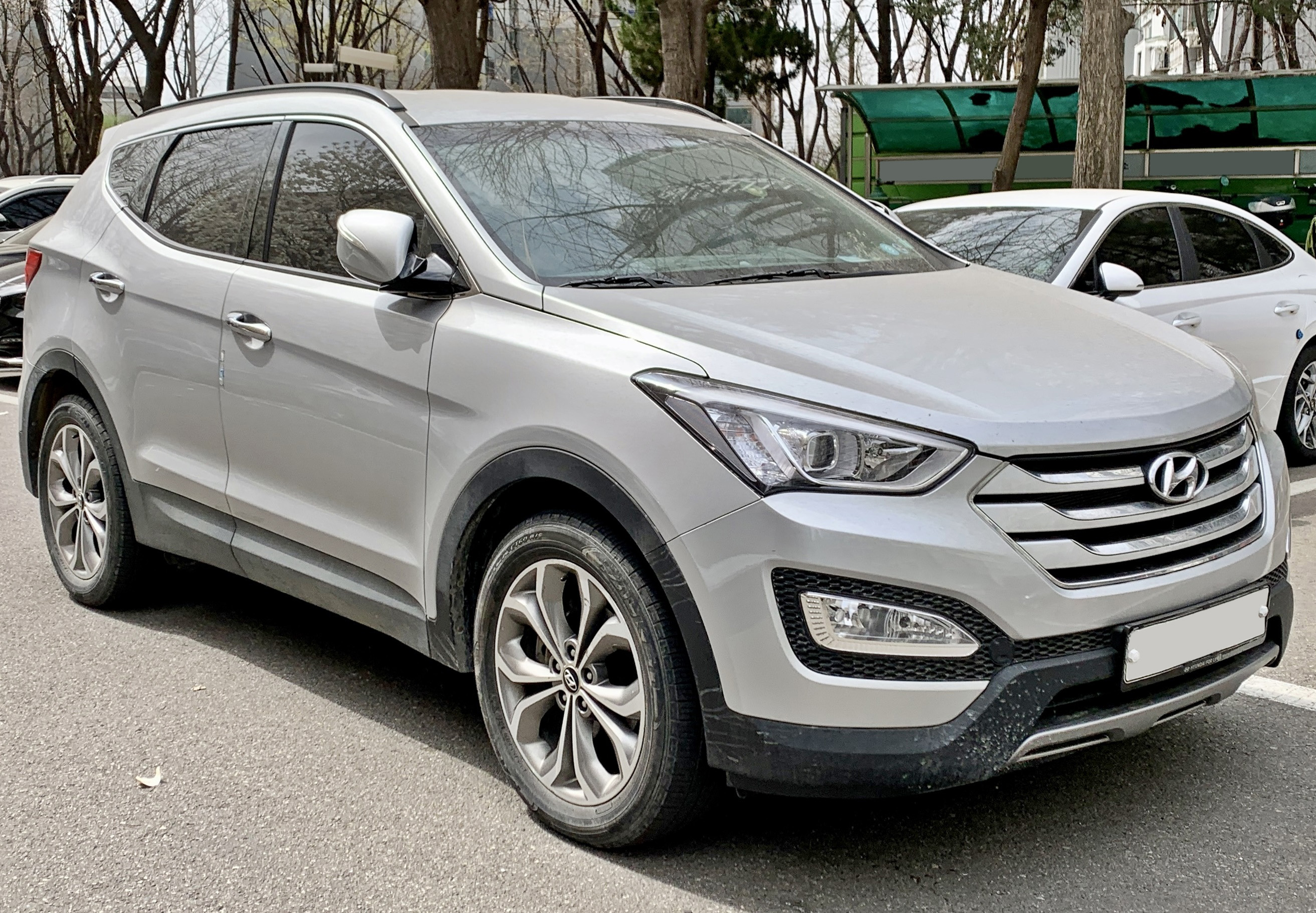
현대 올 뉴 싼타페 정측면

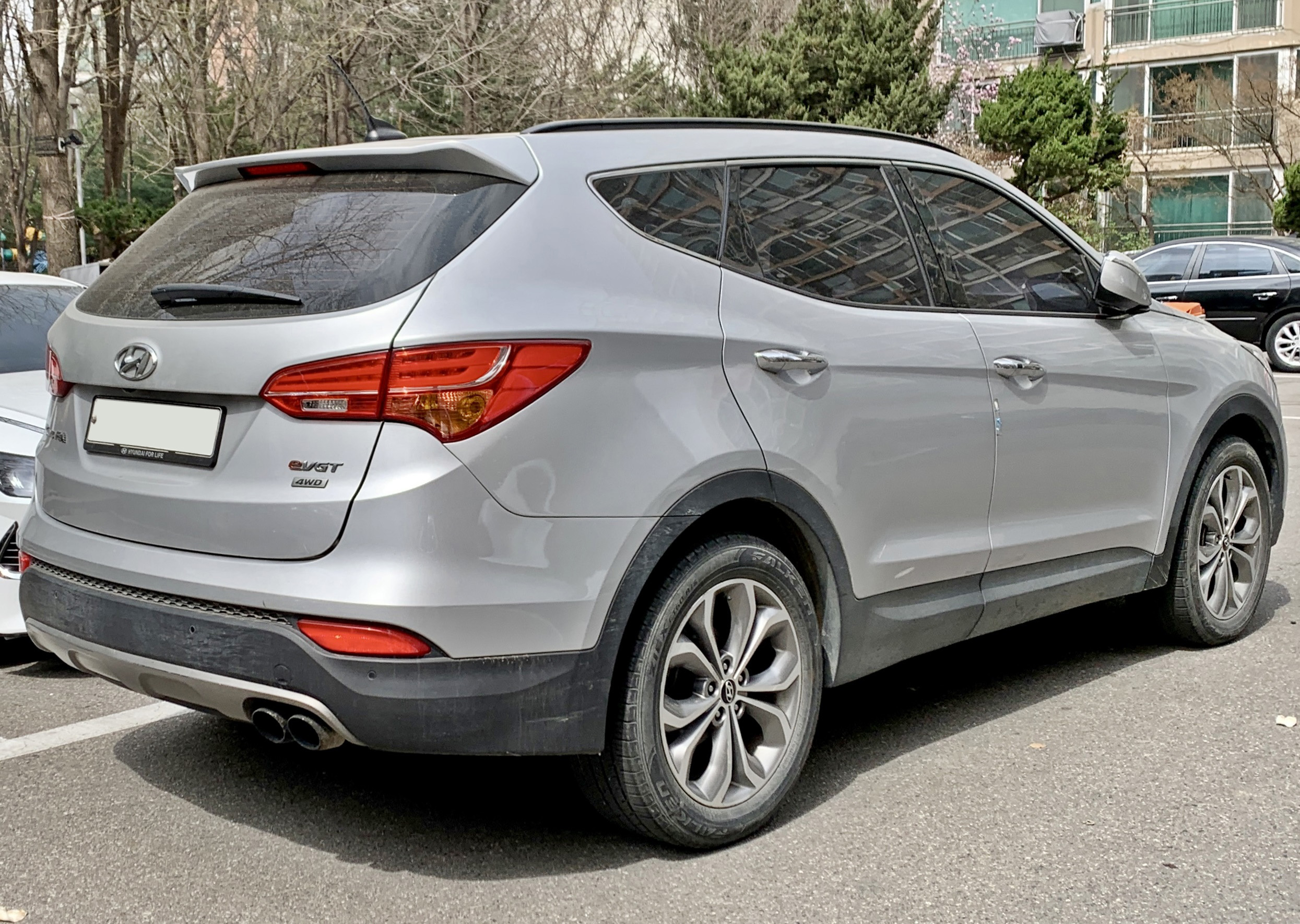
현대 올 뉴 싼타페 후측면

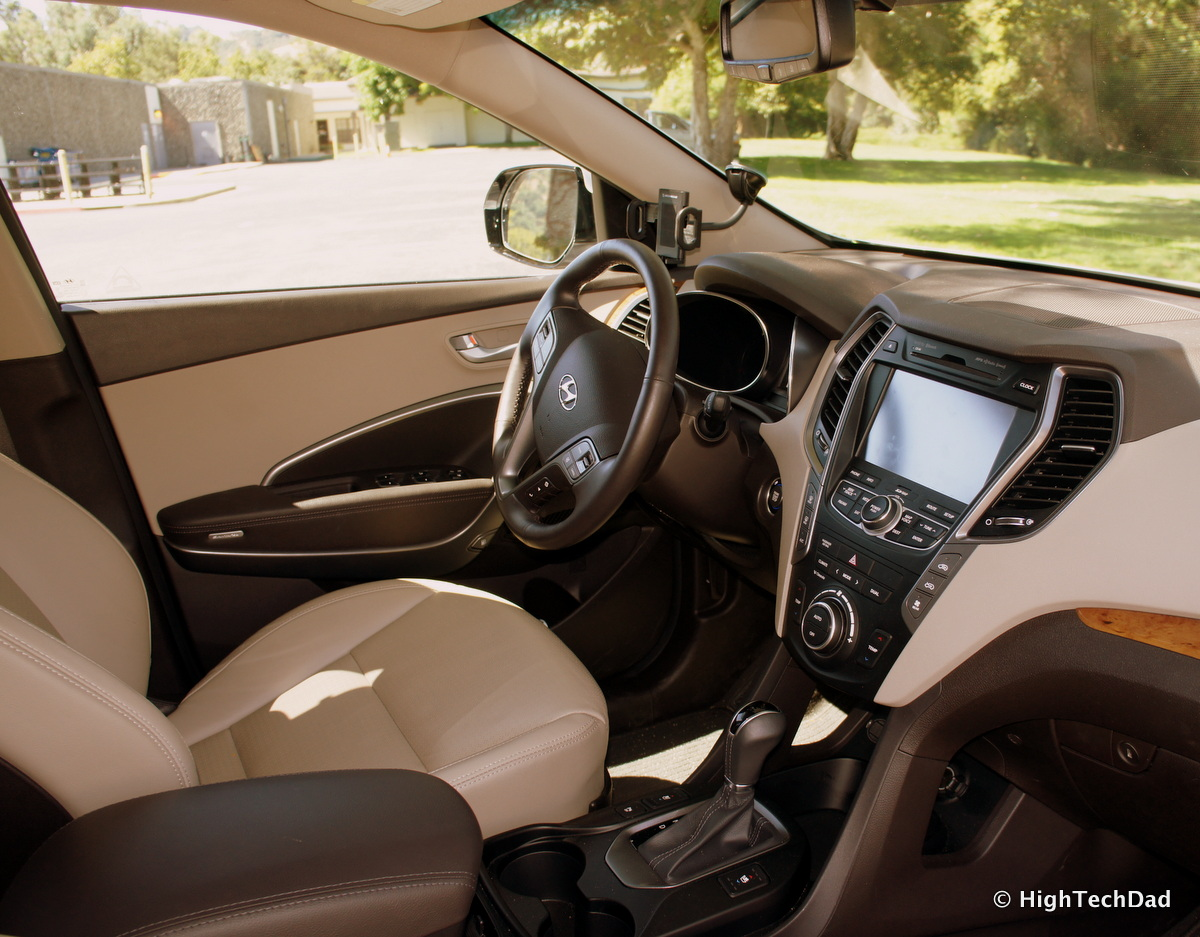
현대 올 뉴 싼타페 실내

2012년 4월에 개최된 뉴욕 국제 오토쇼에서 세계 최초로 공개되었다. 숏 바디의 싼타페 스포츠와 100mm의 축거와 215mm 전장을 늘린 롱 바디의 싼타페로 첫 선을 보였으며, 대한민국에서는 2012년 4월 19일에 숏 바디가 싼타페로 출시되었다. 최고 속도가 240km/h으로 올랐다. 미국에서는 싼타페, 캐나다에서는 싼타페 XL, 유럽에서는 그랜드 싼타페로 판매되는 롱 바디는 2013년 3월 7일에 대한민국에서는 맥스크루즈라는 별도의 차명으로 출시되었다. 쏘나타(YF)의 전륜구동 플랫폼을 활용하여 개발되었고, 2세대에 얹혀졌던 2.0ℓ R 디젤 엔진과 2.2ℓ R 디젤 엔진이 이어서 장착되었다. 현대자동차의 디자인 철학인 플루이딕 스컬프처를 기반으로, 스톰 엣지 컨셉을 통하여 폭풍의 생성과 소멸 속에서 빚어지는 자연의 강인함과 섬세한 느낌을 구현하였다. 운전석 무릎 에어백을 포함한 7 에어백, 차량 충돌 시, 시트 벨트가 신속하게 조여져 골반을 단단하게 잡아주는 하체 상해 저감 장치(1열) 등 탑승자를 배려한 최고 수준의 안전 사양이 적용되었다. 전자식 주차 브레이크, 오토 홀드, 주차 조향 보조 시스템, 플렉스 스티어 등이 적용되어 편의성을 높였다. 현대자동차의 차종으로는 최초로 내비게이션과 최첨단 IT 시스템을 연계하여 운전자가 차량 거리와 상관 없이 언제 어디서나 원격 시동, 공조 제어, 도어 개폐 등을 할 수 있도록 한 텔레매틱스 서비스인 블루링크가 적용되었다. 같은 해 6월에는 대한민국에서 월간 판매 1위를 차지하였고, 2012년 한 해 동안 연간 판매 대수가 68,382대를 기록하였다. 처음에는 2.0ℓ R VGT 디젤 엔진에 한하여 프리미엄 트림과 익스클루시브 트림은 3열 시트가 기본 적용되었으나, 나중에는 프리미엄 트림과 익스클루시브 트림에도 3열 시트가 선택 사양으로 바뀌었다. 
최고급 트림인 익스클루시브 트림에서는 19인치 스퍼터링 알로이 휠, 크롬 라디에이터 그릴, 차선 이탈 경보 장치 등이 포함된 스페셜 에디션을 선택할 수 있으며, 2013년 1월 3일에는 사양의 가감 없이 익스클루시브 트림의 가격이 인하되었다. 같은 해 3월 3일에는 커스터마이징 사양으로 구성된 튜익스 팩이 추가되었다. 2014년 2월 17일에는 비치 샌드 컬러를 대체하는 글레이셔 컬러가 추가되고, 리어 스포일러와 아웃 사이드 미러가 변경된 2014년형이 출시되었다. 같은 해 7월 16일에 출시된 개선형은 스마트 파워 테일게이트(선택 사양)과 새로운 디자인의 18인치 알로이 휠이 적용되었고, 글레이셔 컬러는 단종되었다. 같은 해 10월 20일에 출시된 2015년형은 2.2ℓ R 디젤 엔진에도 5인승이 추가되어 선택의 폭이 넓어졌고, 타이어 공기압 경보 장치(공기압 수치 표시)가 모든 트림에 기본 적용되었다. 아울러 정전식 터치 기능의 8인치 신형 스마트 내비게이션이 신규 적용되었다.

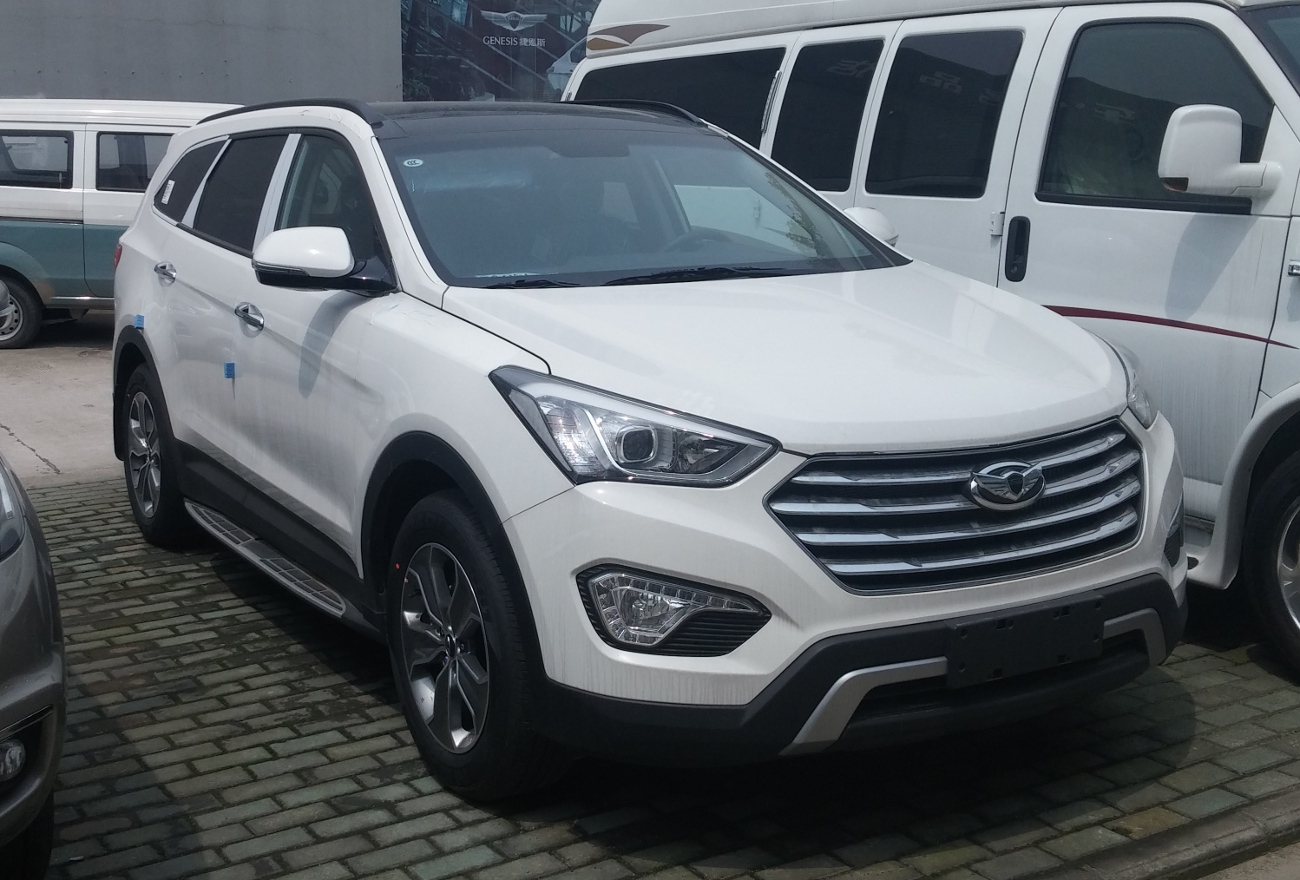
현대 그랜드 싼타페 (수출용) 정측면
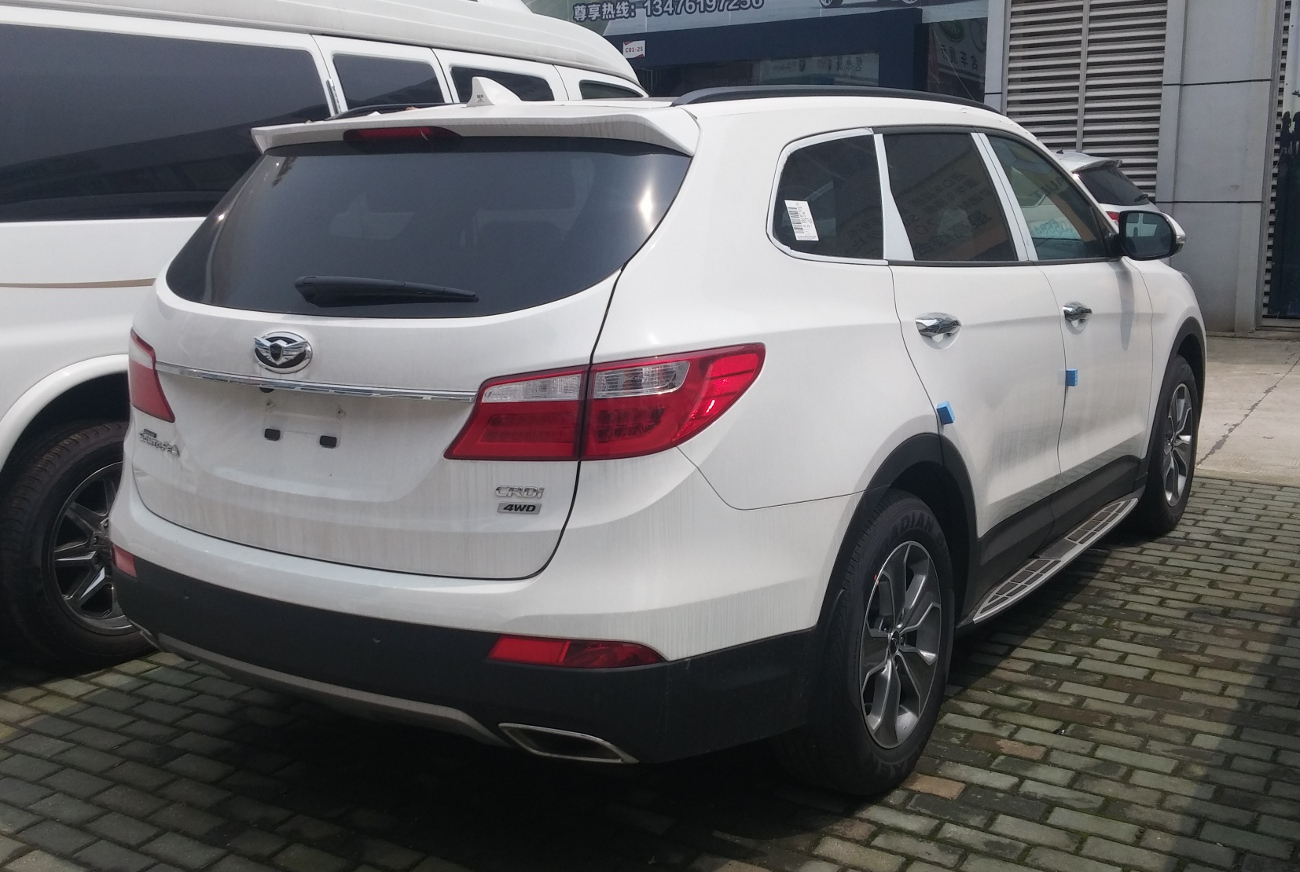
현대 그랜드 싼타페 (수출용) 후측면

#### 라인업
| 구분         | 2.0ℓ 디젤                                             | 2.2ℓ 디젤                                             |
| ------------ | ----------------------------------------------------- | ----------------------------------------------------- |
| 올 뉴 싼타페 | 스마트 모던 프리미엄 익스클루시브 익스클루시브 스페셜 | 스마트 모던 프리미엄 익스클루시브 익스클루시브 스페셜 |

#### 제원
| 구분                 | 2.0ℓ R VGT 디젤 2WD(자동 6단)                                             | 2.0ℓ R VGT 디젤 4WD(자동 6단) | 2.2ℓ R VGT 디젤 2WD(수동 6단) | 2.2ℓ R VGT 디젤 4WD(수동 6단) | 2.2ℓ R VGT 디젤 2WD(자동 6단) | 2.2ℓ R VGT 디젤 4WD(자동 6단) |
| -------------------- | ------------------------------------------------------------------------- | ----------------------------- | ----------------------------- | ----------------------------- | ----------------------------- | ----------------------------- |
| 전장 (mm)            | 4,700                                                                     | 4,700                         | 4,700                         | 4,700                         | 4,700                         | 4,700                         |
| 전폭 (mm)            | 1,880                                                                     | 1,880                         | 1,880                         | 1,880                         | 1,880                         | 1,880                         |
| 전고 (mm)            | 1,680 1,690(루프랙 적용시)                                                | 1,680 1,690(루프랙 적용시)    | 1,680 1,690(루프랙 적용시)    | 1,680 1,690(루프랙 적용시)    | 1,680 1,690(루프랙 적용시)    | 1,680 1,690(루프랙 적용시)    |
| 축거 (mm)            | 2,700                                                                     | 2,700                         | 2,700                         | 2,700                         | 2,700                         | 2,700                         |
| 윤거 (전, mm)        | 1,628                                                                     | 1,628                         | 1,628                         | 1,628                         | 1,628                         | 1,628                         |
| 윤거 (후, mm)        | 1,639                                                                     | 1,639                         | 1,639                         | 1,639                         | 1,639                         | 1,639                         |
| 승차 정원            | 5명 7명                                                                   | 5명 7명                       | 5명 7명                       | 5명 7명                       | 5명 7명                       | 5명 7명                       |
| 변속기               | 자동 6단                                                                  | 자동 6단                      | 수동 6단                      | 수동 6단                      | 자동 6단                      | 자동 6단                      |
| 서스펜션 (전/후)     | 맥퍼슨 스트럿/멀티 링크                                                   | 맥퍼슨 스트럿/멀티 링크       | 맥퍼슨 스트럿/멀티 링크       | 맥퍼슨 스트럿/멀티 링크       | 맥퍼슨 스트럿/멀티 링크       | 맥퍼슨 스트럿/멀티 링크       |
| 구동 형식            | 전륜 구동                                                                 | 4륜 구동                      | 전륜 구동                     | 4륜 구동                      | 전륜 구동                     | 4륜 구동                      |
| 엔진 형식            | D4HA                                                                      | D4HA                          | D4HB                          | D4HB                          | D4HB                          | D4HB                          |
| 연료                 | 디젤                                                                      | 디젤                          | 디젤                          | 디젤                          | 디젤                          | 디젤                          |
| 배기량 (cc)          | 1,995                                                                     | 1,995                         | 2,199                         | 2,199                         | 2,199                         | 2,199                         |
| 최고 출력 (ps/rpm)   | 184/4,000                                                                 | 184/4,000                     | 200/3,800                     | 200/3,800                     | 200/3,800                     | 200/3,800                     |
| 최대 토크 (kg*m/rpm) | 41.0/2,000~2,500                                                          | 41.0/2,000~2,500              | 43.0/1,800~2,500              | 43.0/1,800~2,500              | 44.5/1,800~2,500              | 44.5/1,800~2,500              |
| 연료 탱크 용량 (ℓ)   | 64                                                                        | 64                            | 64                            | 64                            | 64                            | 64                            |
| 요소수 탱크 용량 (ℓ) | -                                                                         | -                             | -                             | -                             | -                             | -                             |
| 공차 중량 (kg)       | 1,758(5인승)/ 1,792(7인승)                                                | 1,826(5인승)/ 1,859(7인승)    | 1,727(5인승)/ 1,760(7인승)    | 1,792(5인승)/ 1,826(7인승)    | 1,766(5인승)/ 1,799(7인승)    | 1,832(5인승)/ 1,864(7인승)    |
| 연비 (km/ℓ)          | 도심 12.9/고속 16.7/복합 14.4 (이후 도심 12.9/고속 16.7/복합 13.8로 변경) | 도심 11.4/고속 15.6/복합 13.0 | 도심 13.2/고속 17.2/복합 14.8 | 도심 12.5/고속 16.3/복합 14.0 | 도심 12.3/고속 16.3/복합 13.8 | 도심 10.9/고속 14.7/복합 12.4 |
| Co2 배출량 (g/km)    | 137                                                                       | 153                           | 133                           | 141                           | 143                           | 161                           |

### 싼타페 더 프라임(2015년6월~2018년2월)

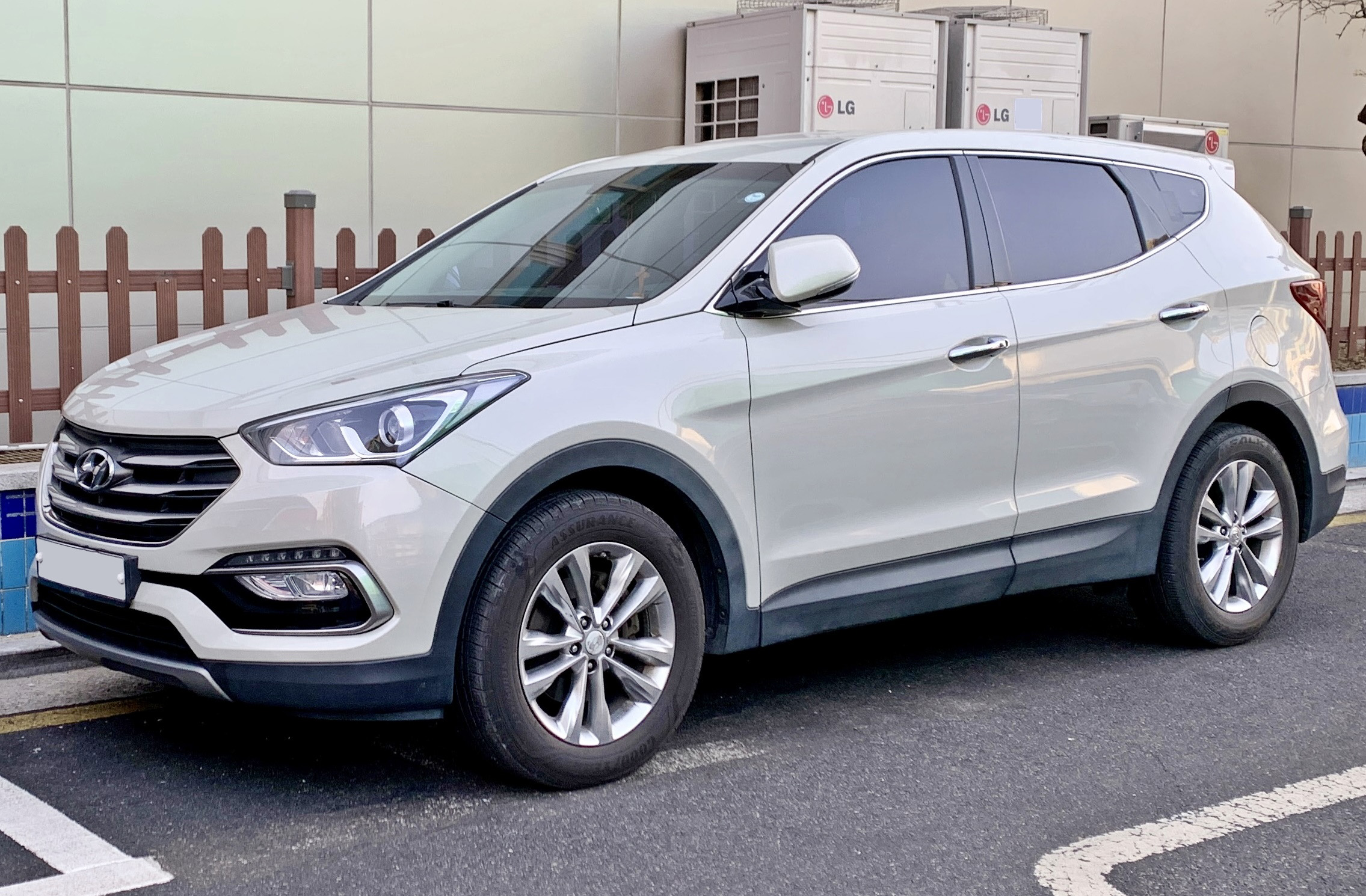
현대 싼타페 더 프라임 정측면

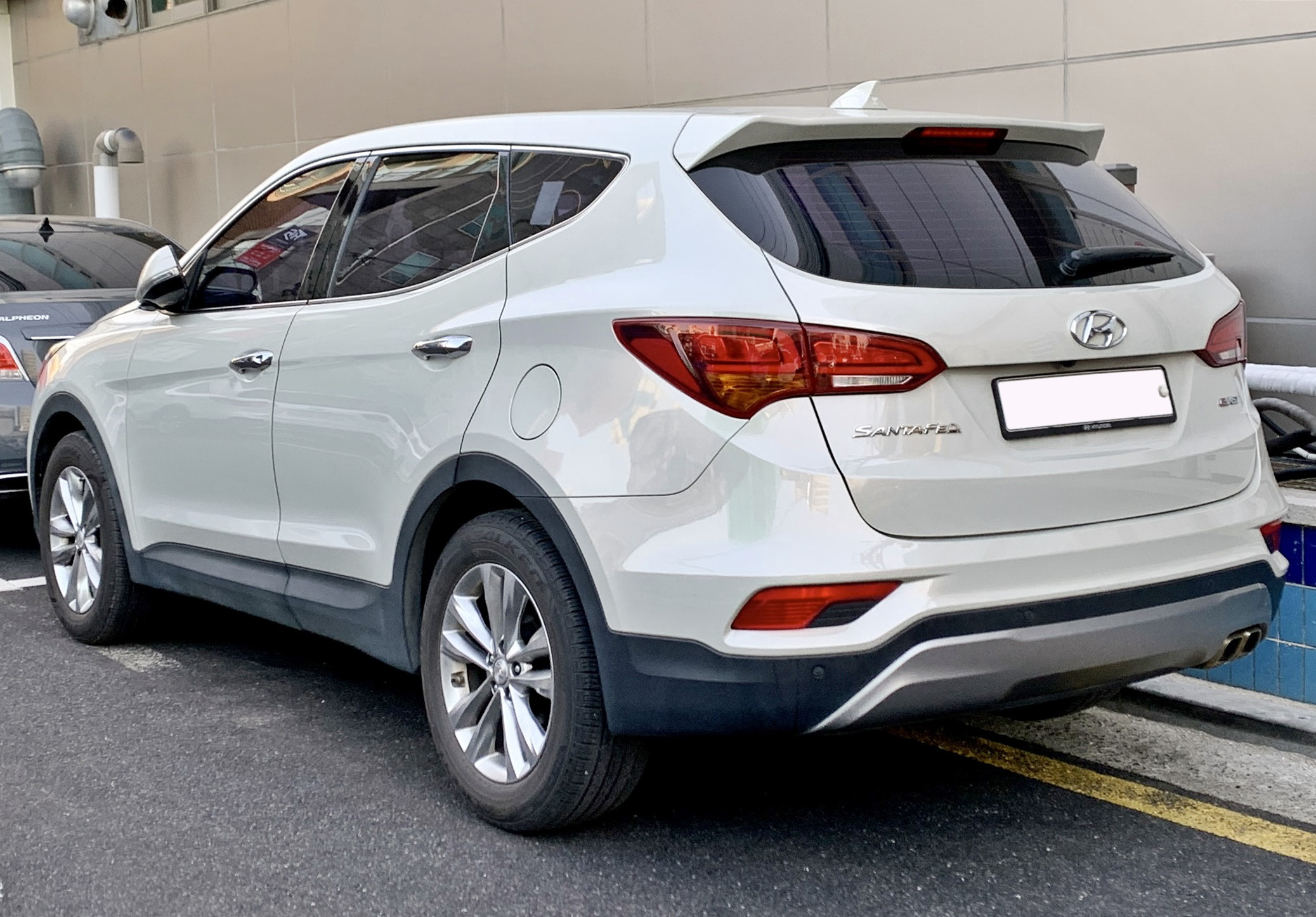
현대 싼타페 더 프라임 후측면

2015년 6월 4일에 출시되었다. 페이스 리프트를 거쳐 더 프라임이라는 서브 네임을 붙였다. 2.0ℓ R 디젤 엔진과 2.2ℓ R 디젤 엔진은 유로 6 기준을 충족시킴과 동시에 성능이 향상되었고, 흡차음재 보강을 통하여 엔진 냉간 시 진동이 개선되었다. 범퍼와 헤드 램프, 테일 램프 등의 디자인이 바뀌었고, LED 주간 주행등이 추가되었다. 계기판의 디자인을 보기 쉽게 개선하여 시인성을 높였고, 크래쉬 패드 가니시에는 신규 패턴과 신공법이 적용되었다. 미국 고속도로 안전보험협회에서 실시하는 스몰 오버랩 테스트에 대응하기 위하여 초고장력 강판의 비율이 39%로 높아졌고, 차체 보강재가 확대되었다. 또한 모든 트림에 기본 적용된 앞좌석 어드밴스드 에어백과 더불어 어드밴스드 스마트 크루즈 컨트롤, 스마트 후측방 경보 시스템, 자동 긴급 제동 시스템 등의 안전 사양이 신규 적용되었다. 대한민국 내수 사양에서는 2.2ℓ R 디젤 엔진에 적용되던 6단 수동변속기가 삭제되었다. 2016년 7월 4일에 출시된 2017년형은 전용 차량용 향수인 에어 소프트너와 주차 시 운전석 도어만 잠금이 해제되어 다른 곳으로 무단 침입하는 범죄 시도를 방지하는 세이프티 언락이 새롭게 기본 적용되었다. 아울러 싼타페의 대한민국 내수 누적 판매 100만대 돌파를 앞두는 것을 기념하여 반광 크롬 아웃사이드 미러 커버와 반광 크롬 라디에이터 그릴, 도어 스팟 램프, 전용 엠블럼, 듀얼 트윈 팁 머플러 등이 적용된 1 밀리언 트림이 더해져 특별함을 강조하였다. 2017년 2월 6일에는 2018년형이 선보였고, 같은 해 3월 6일에는 2.0ℓ 세타 Ⅱ 가솔린 직분사 터보 엔진이 추가되었다.

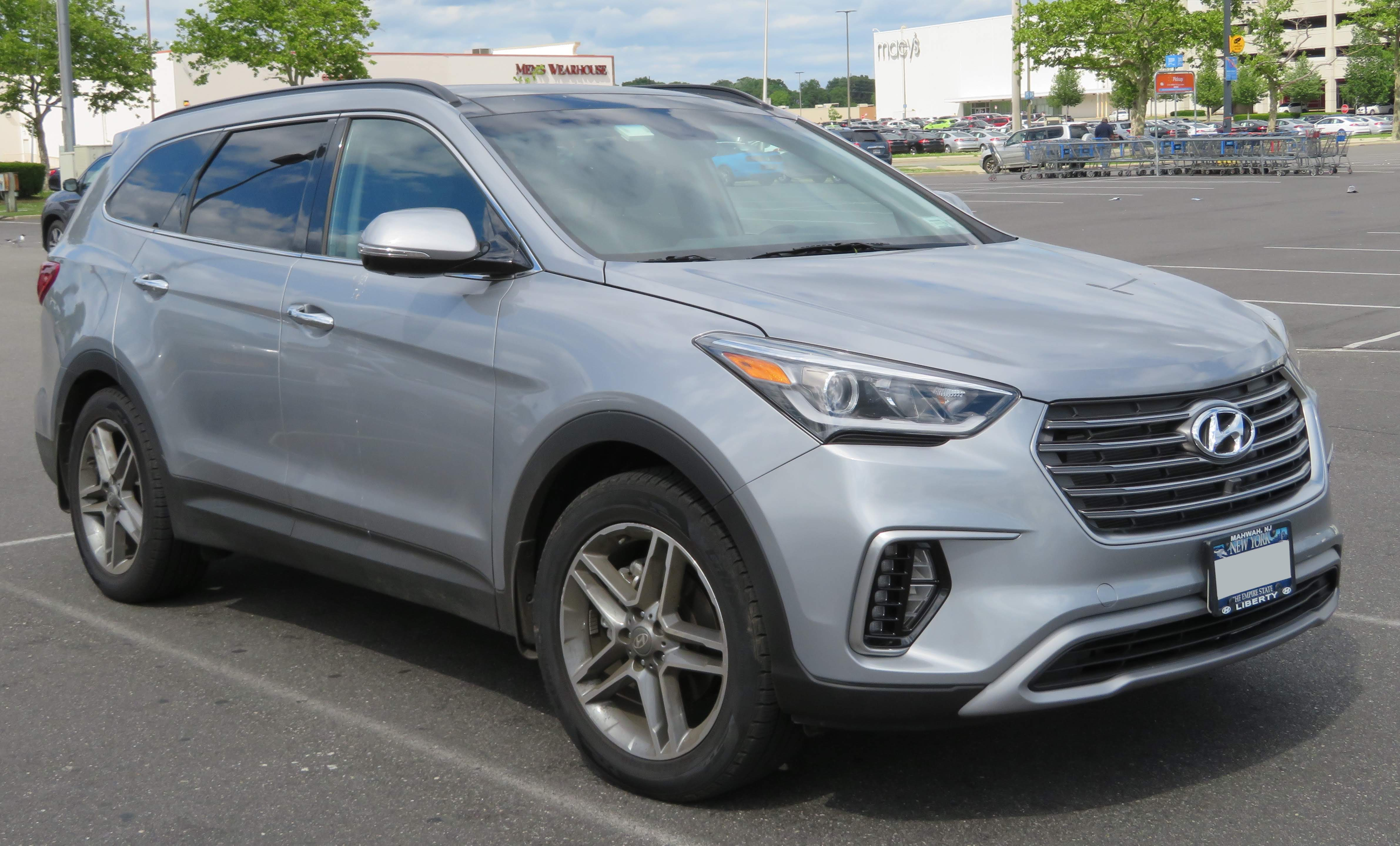
현대 싼타페 후기형 롱바디 (수출용) 정측면
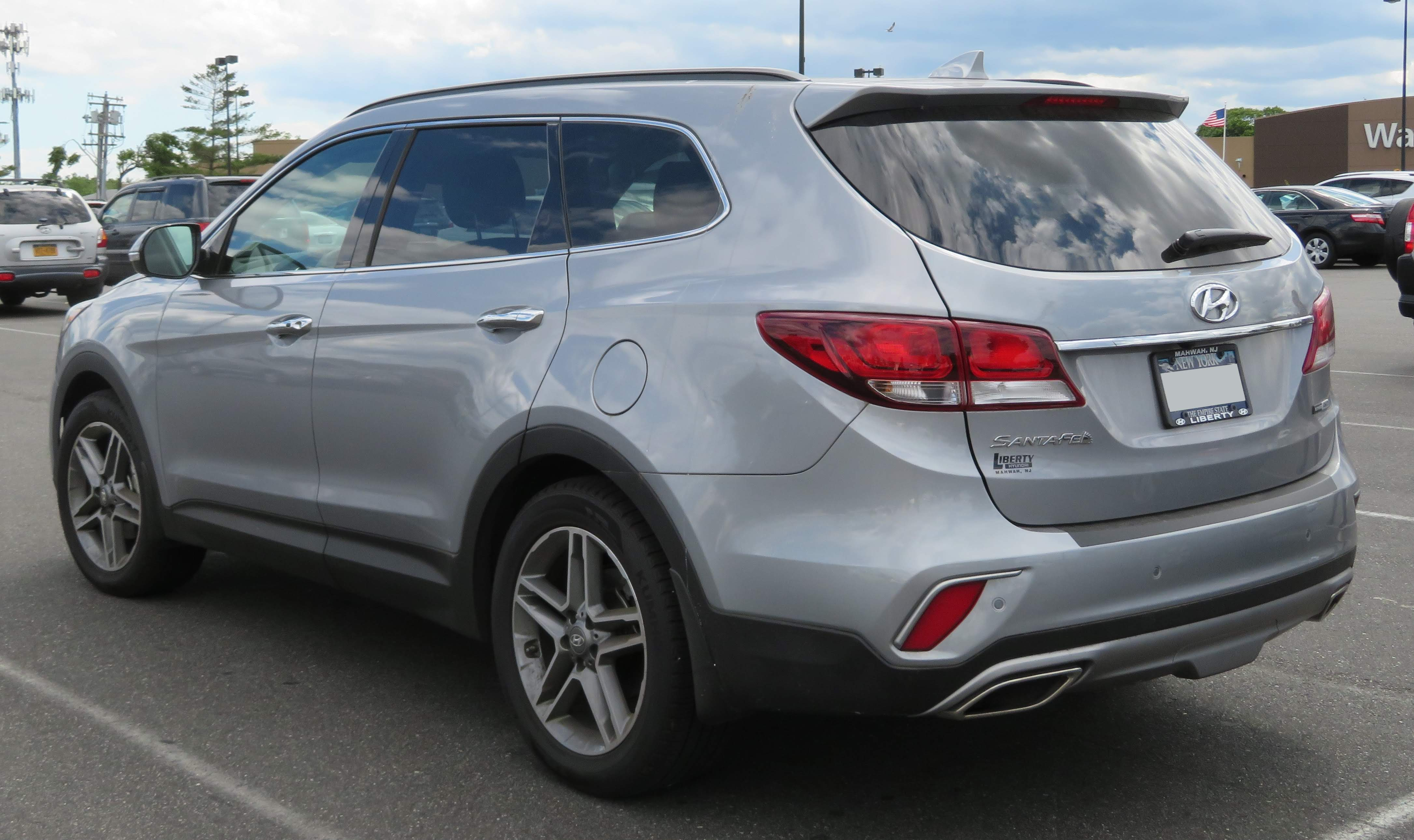
현대 싼타페 후기형 롱바디 (수출용) 후측면

#### 라인업
| 구분             | 2.0ℓ 디젤                                                                                  | 2.2ℓ 디젤                                                 | 2.0ℓ 가솔린 터보            |
| ---------------- | ------------------------------------------------------------------------------------------ | --------------------------------------------------------- | --------------------------- |
| 싼타페 더 프라임 | 스마트 모던 프리미엄 밸류 플러스 익스클루시브 익스클루시브 스페셜 1 밀리언 스타일 1 밀리언 | 프리미엄 익스클루시브 익스클루시브 스페셜 1 밀리언 얼티밋 | 스마트 프리미엄 밸류 플러스 |

#### 제원
| 구분                 | 2.0ℓ R VGT 디젤 2WD 5/7인승 | 2.0ℓ R VGT 디젤 4WD 5/7인승 | 2.2ℓ R VGT 디젤 2WD 5인승 | 2.2ℓ R VGT 디젤 2WD 7인승 | 2.2ℓ R VGT 디젤 4WD 5/7인승 | 2.0ℓ GDI 가솔린 터보 2WD 5/7인승       | 2.0ℓ GDI 가솔린 터보 4WD 5/7인승      |           |
| -------------------- | --- | --- | --- | --- | --- | -------------------------------------- | ------------------------------------- | --------- |
| 전장 (mm)            | 4,700 | 4,700 | 4,700 | 4,700 | 4,700 | 4,700                                  | 4,700                                 |           |
| 전폭 (mm)            | 1,880 | 1,880 | 1,880 | 1,880 | 1,880 | 1,880                                  | 1,880                                 |           |
| 전고 (mm)            | 1,680 1,690(루프랙 적용시) | 1,680 1,690(루프랙 적용시) | 1,680 1,690(루프랙 적용시) | 1,680 1,690(루프랙 적용시) | 1,680 1,690(루프랙 적용시) | 1,680 1,690(루프랙 적용시)             | 1,680 1,690(루프랙 적용시)            |           |
| 축거 (mm)            | 2,700 | 2,700 | 2,700 | 2,700 | 2,700 | 2,700                                  | 2,700                                 |           |
| 윤거 (전, mm)        | 1,628 | 1,628 | 1,628 | 1,628 | 1,628 | 1,628                                  | 1,628                                 |           |
| 윤거 (후, mm)        | 1,639 | 1,639 | 1,639 | 1,639 | 1,639 | 1,639                                  | 1,639                                 |           |
| 승차 정원            | 5명 7명 | 5명 7명 | 5명 | 7명 | 5명 7명 | 5명 7명                                | 5명 7명                               |           |
| 변속기               | 자동 6단 | 자동 6단 | 자동 6단 | 자동 6단 | 자동 6단 | 자동 6단                               | 자동 6단                              |           |
| 서스펜션 (전/후)     | 맥퍼슨 스트럿/멀티 링크 | 맥퍼슨 스트럿/멀티 링크 | 맥퍼슨 스트럿/멀티 링크 | 맥퍼슨 스트럿/멀티 링크 | 맥퍼슨 스트럿/멀티 링크 | 맥퍼슨 스트럿/멀티 링크                | 맥퍼슨 스트럿/멀티 링크               |           |
| 구동 형식            | 전륜 구동 | 4륜 구동 | 전륜 구동 | 전륜 구동 | 4륜 구동 | 전륜 구동                              | 4륜 구동                              |           |
| 엔진 형식            | D4HA | D4HA | D4HB | D4HB | D4HB | G4KH                                   | G4KH                                  |           |
| 연료                 | 디젤 | 디젤 | 디젤 | 디젤 | 디젤 | 가솔린                                 | 가솔린                                |           |
| 배기량 (cc)          | 1,995 | 1,995 | 2,199 | 2,199 | 2,199 | 1,998                                  | 1,998                                 |           |
| 최고 출력 (ps/rpm)   | 186/4,000 | 186/4,000 | 202/3,800 | 202/3,800 | 202/3,800 | 240/6,000                              | 240/6,000                             | 240/6,000 |
| 최대 토크 (kg*m/rpm) | 41.0/1,750~2,750 | 41.0/1,750~2,750 | 45.0/1,750~2,750 | 45.0/1,750~2,750 | 45.0/1,750~2,750 | 36.0/1,450~3,500                       | 36.0/1,450~3,500                      |           |
| 연료 탱크 용량 (ℓ)   | 64 | 64 | 64 | 64 | 64 | 66                                     | 66                                    |           |
| 요소수 탱크 용량 (ℓ) | - | - | - | - | - | -                                      | -                                     |           |
| 공차 중량 (kg)       | 1,790(5인승 18인치 휠)/ 1,825(7인승 18인치 휠)/ 1,800(5인승 19인치 휠)/ 1,835(7인승 19인치 휠)                                                                                      | 1,860(5인승 18인치 휠)/ 1,895(7인승 18인치 휠)/ 1,870(5인승 19인치 휠)/ 1,905(7인승 19인치 휠)                                                                                      | 1,800(18인치 휠)/ 1,810(19인치 휠) | 1,850(18인치 휠)/ 1,860(19인치 휠) | 1,870(5인승 18인치 휠)/ 1,905(7인승 18인치 휠)/ 1,880(5인승 19인치 휠)/ 1,915(7인승 19인치 휠)                                            | 1,720(18인치 휠)/ 1,755(18인치 휠)     | 1,790(18인치 휠)/ 1,825(18인치 휠)    |           |
| 연비 (km/ℓ)          | 도심 12.2/고속 16.5/복합 13.8(18인치 휠)/ 도심 11.8/고속 15.2/복합 13.1(19인치 휠) (이후 도심 11.9/고속 15.7/복합 13.3(18인치 휠)/ 도심 11.5/고속 14.6/복합 12.7(19인치 휠)로 변경) | 도심 11.0/고속 14.4/복합 12.3(18인치 휠)/ 도심 10.5/고속 13.6/복합 11.7(19인치 휠) (이후 도심 10.8/고속 13.7/복합 11.9(18인치 휠)/ 도심 10.4/고속 12.7/복합 11.3(19인치 휠)로 변경) | 도심 11.7/고속 16.2/복합 13.4(18인치 휠)/ 도심 11.4/고속 15.0/복합 12.8(19인치 휠) (이후 도심 11.2/고속 14.4/복합 12.4(19인치 휠)로 변경) | 도심 11.4/고속 15.1/복합 12.8(18인치 휠)/ 도심 11.1/고속 14.4/복합 12.4(19인치 휠) (이후 도심 10.9/고속 13.8/복합 12.0(19인치 휠)로 변경) | 도심 10.6/고속 14.0/복합 11.9(18인치 휠)/ 도심 10.4/고속 13.5/복합 11.6(19인치 휠) (이후 도심 10.2/고속 12.9/복합 11.2(19인치 휠)로 변경) | 도심 8.3/고속 10.9/복합 9.3(18인치 휠) | 도심 7.5/고속 9.6/복합 8.3(18인치 휠) |           |
| Co2 배출량 (g/km)    | 143(18인치 휠)/ 151(19인치 휠) | 162(18인치 휠)/ 171(19인치 휠) (이후 161(18인치 휠)/ 170(19인치 휠)로 변경) | 148(18인치 휠)/ 155(19인치 휠) | 155(18인치 휠)/ 161(19인치 휠) (이후 160(19인치 휠)로 변경)                                                                               | 168(18인치 휠)/ 173(19인치 휠) (이후 172(19인치 휠)로 변경)                                                                               | 183(18인치 휠)                         | 203(18인치 휠)                        |           |

## 4세대(TM)

### 올 뉴 싼타페(2018년2월~2020년6월)

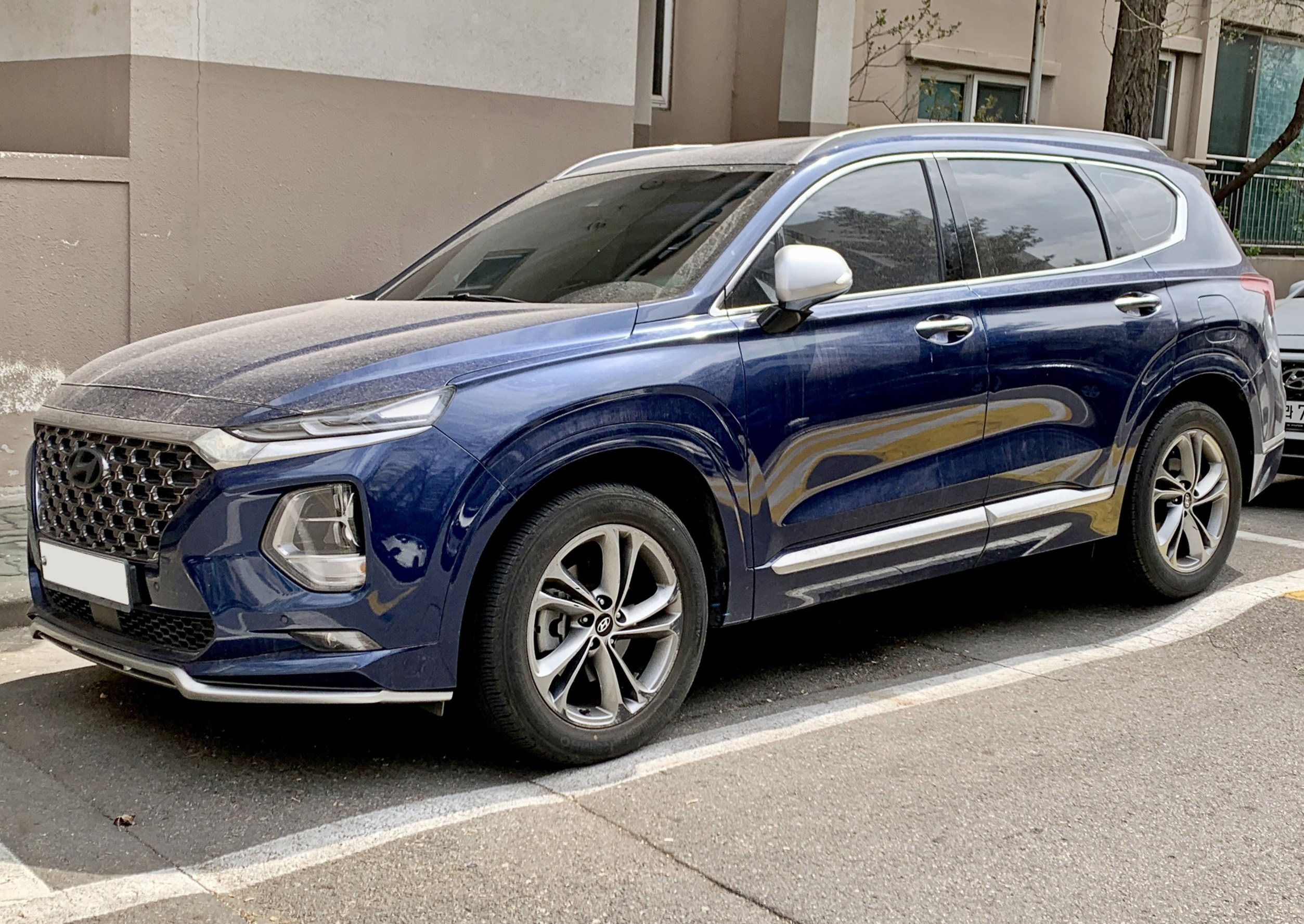
현대 올 뉴 싼타페 정측면

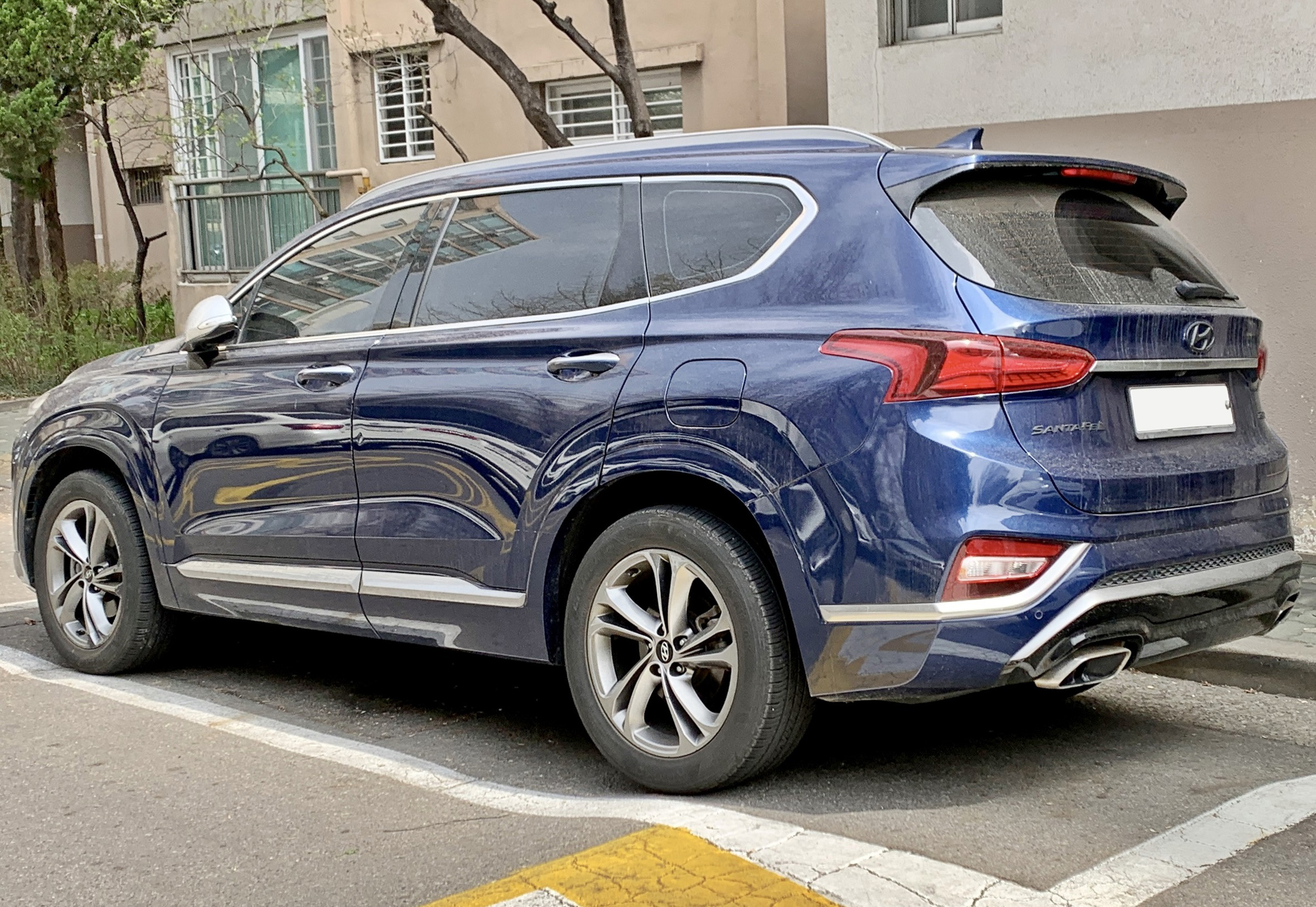
현대 올 뉴 싼타페 후측면

2018년 2월 21일에 출시되었다. 엄격해진 환경규제 기준을 맞추기 위해 싼타페 최초로 요소수 주입(SCR)방식을 사용하고 풀 모델 체인지를 통하여 현대자동차의 새로운 SUV 디자인 아이덴티티인 상하 분리형 헤드 램프가 적용되었다. 이 헤드 램프는 상단이 LED 주간 주행등, 하단이 LED 전조등과 하이빔, 방향 지시등으로 구성되어 있다. 날렵해진 후드 라인과 한층 더 커진 캐스캐이딩 그릴, 양쪽 헤드 램프를 이어주는 크롬 가니쉬가 더해져 하이테크 이미지를 추구하였다. 대시보드에 가죽 감싸기 공법이 적용되어 고급스러움을 더하였으며, 휴먼 머신 인터페이스 기반의 인체 공학적인 설계를 통하여 최상의 안락함과 드라이빙 환경을 구현하였다. 7인승 SUV인 것을 감안하여 2열 시트에 스마트 원 터치 워크 인과 3열 시트 앞 부분에 승차 보조 핸들이 적용되어 편의성을 도모하였다. 7인치 컬러 LCD를 통하여 에코, 컴포트, 스포츠 모드에 따라 다양한 컬러로 바뀌는 버추얼 클러스터는 아날로그 또는 디지털 방식으로 속도가 표기된다. 윈드쉴드 타입의 헤드 업 디스플레이와 음악에 대한 정보를 제공해주는 사운드 하운드 시스템이 적용되었다. 대한민국산 자동차 최초로 적용된 캄 테크는 자동차 스스로 탑승자의 편의를 제공하는데, 안전 하차 보조, 후석 승객 알림, 후방 교차 충돌 방지 보조로 구성되어 있다. 이 가운데 안전 하차 보조는 하차 시, 후측방 레이다가 차량의 접근을 감지하여 뒷좌석 도어 잠금 상태를 유지시켜 불의의 사고를 방지한다. 전방 충돌 방지 보조, 전방 충돌 경고, 차로 이탈 방지 보조, 차로 이탈 경고, 운전자 주의 경고가 모든 트림에 기본 적용되어 안전성을 높였다. 이 외에 스마트 크루즈 컨트롤, 고속도로 주행 보조, 후측방 충돌 방지 보조, 후방 교차 충돌 경고 등이 포함된 현대 스마트 센스를 선택할 수 있다. 8단 자동변속기가 새로 적용되었으며, 랙 구동형 전동식 파워 스티어링이 신규 적용되었다. 전자식 4륜구동 시스템인 H 트랙은 전자식 커플링 기구를 통하여 전륜의 출력을 필요할 때만 후륜으로 보내 100:0에서 50:50까지 조절이 가능한 시스템이다. 차체 구조는 차체 평균 인장 강도를 기존 대비 14.3%가 증가시켰고, 탑승객을 최우선으로 보호할 수 있도록 핫 스탬핑 적용 부품 수도 2.5배 확대되었다. 차체 주요 부위 결합 구조 및 내구 성능 강화로 비틀림 강성 역시 15.4%가 높아졌다. 차체 주요 부위에 흡차음재 확대 적용, 차음 윈드쉴드 글래스 적용, 배기음 저감 등으로 공회전 진동, 로드 노이즈, 윈드 노이즈가 모두 최소화되어 장시간 주행 시의 피로도 줄여준다. 같은 해 6월 4일에는 원톤 컬러, LED 안개등, 스키드 플레이트, 스웨이드 내장재, 1열 차음 유리 등이 적용된 인스퍼레이션 트림이 추가되었다.

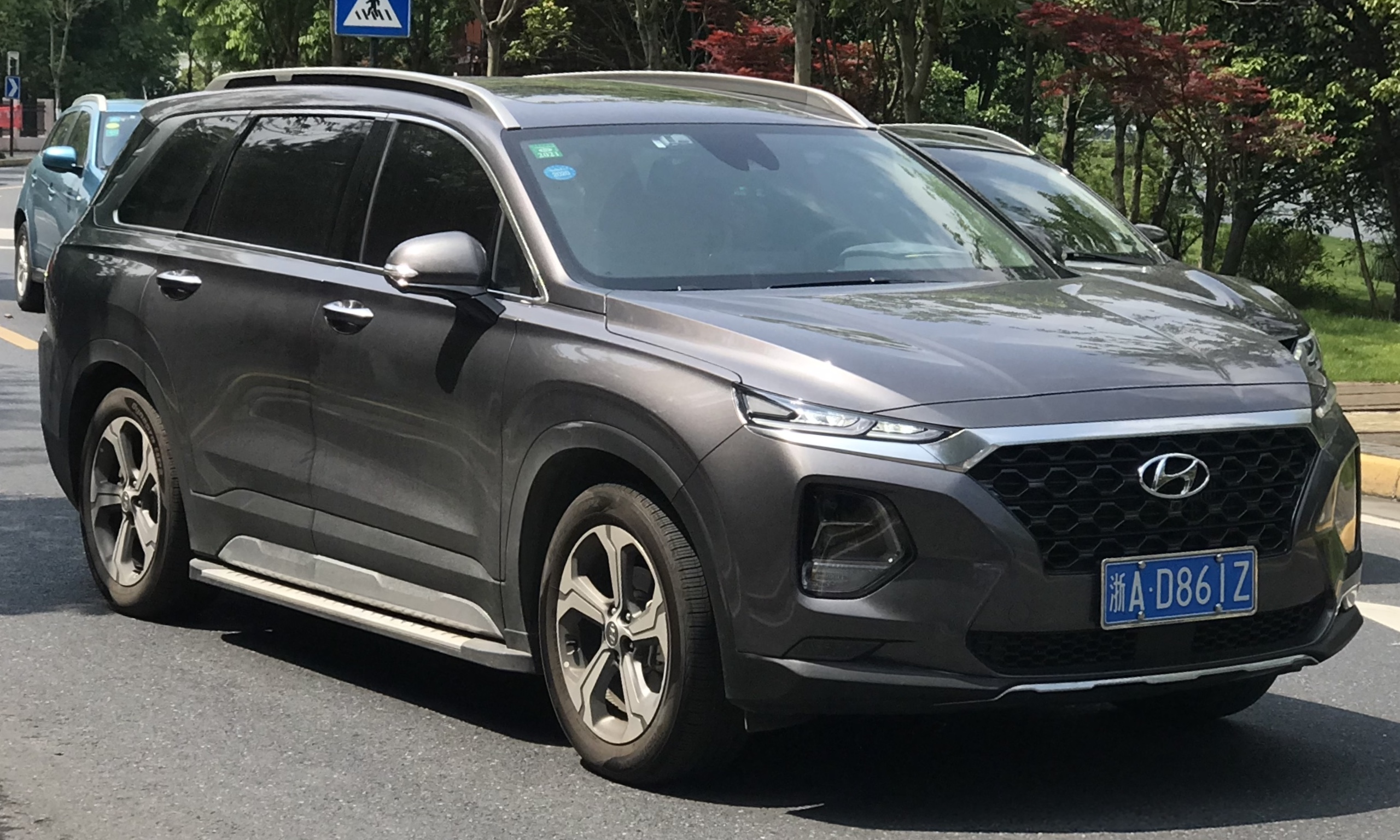
베이징현대 셩다 (중국 현지 차종) 정측면
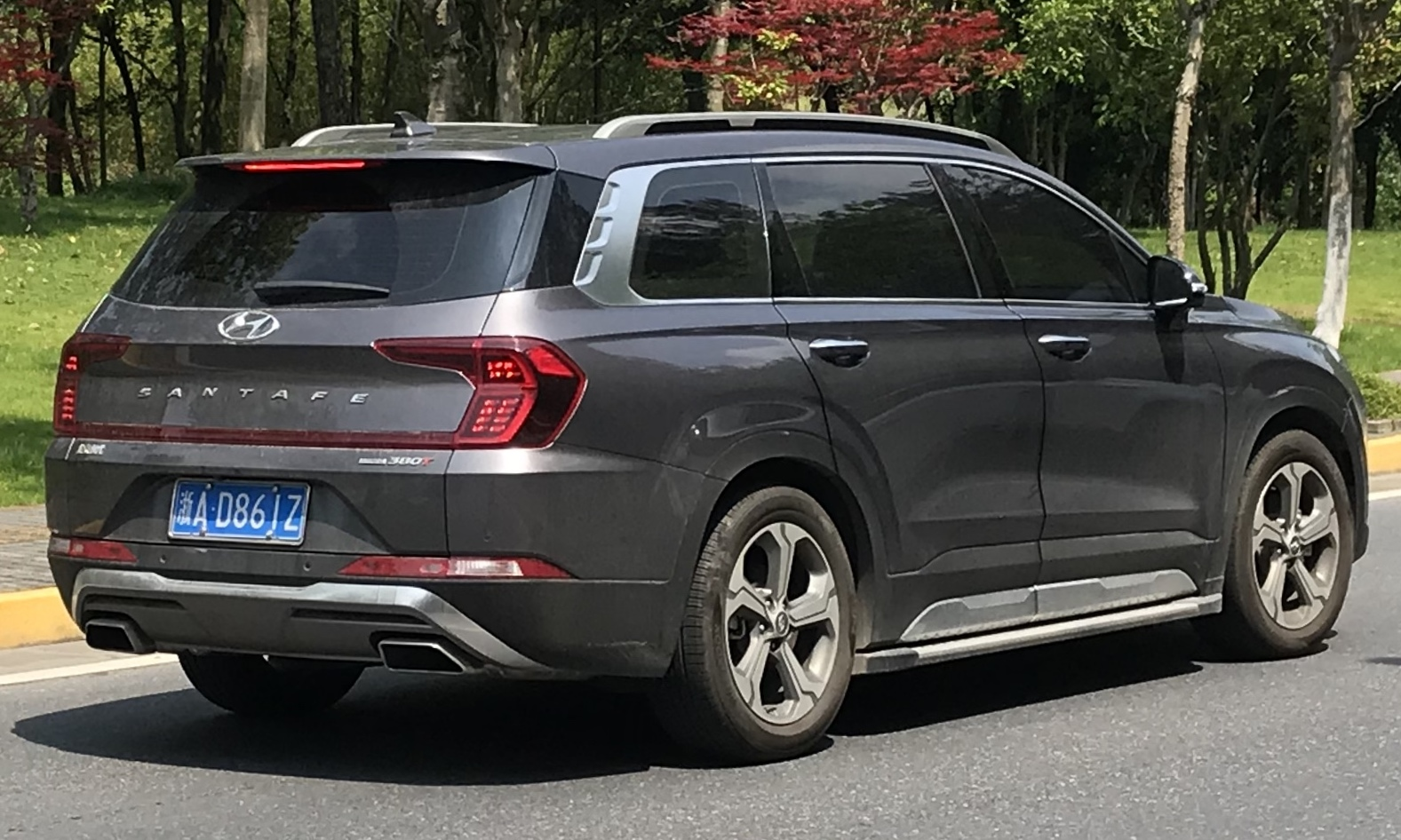
베이징현대 셩다 (중국 현지 차종) 후측면

#### 라인업
| 구분         | 2.0ℓ 디젤                                                              | 2.2ℓ 디젤                            | 2.0ℓ 가솔린 터보                          |
| ------------ | ---------------------------------------------------------------------- | ------------------------------------ | ----------------------------------------- |
| 올 뉴 싼타페 | 모던 프리미엄 익스클루시브 익스클루시브 스페셜 프레스티지 인스퍼레이션 | 익스클루시브 프레스티지 인스퍼레이션 | 프리미엄 익스클루시브 스페셜 인스퍼레이션 |

#### 제원
| 구분                 | 2.0ℓ R VGT 디젤 2WD 5/7인승 | 2.0ℓ R VGT 디젤 4WD 5/7인승                                                                    | 2.2ℓ R VGT 디젤 2WD 5인승                                                          | 2.2ℓ R VGT 디젤 2WD 7인승                                                          | 2.2ℓ R VGT 디젤 4WD 5/7인승                                                                        | 2.0ℓ GDI 가솔린 터보 2WD 5/7인승                     | 2.0ℓ GDI 가솔린 터보 4WD 5/7인승                     |           |
| -------------------- | --- | ---------------------------------------------------------------------------------------------- | ---------------------------------------------------------------------------------- | ---------------------------------------------------------------------------------- | -------------------------------------------------------------------------------------------------- | ---------------------------------------------------- | ---------------------------------------------------- | --------- |
| 전장 (mm)            | 4,770 | 4,770                                                                                          | 4,770                                                                              | 4,770                                                                              | 4,770                                                                                              | 4,770                                                | 4,770                                                |           |
| 전폭 (mm)            | 1,890 | 1,890                                                                                          | 1,890                                                                              | 1,890                                                                              | 1,890                                                                                              | 1,890                                                | 1,890                                                |           |
| 전고 (mm)            | 1,680 1,705(루프랙 적용시) | 1,680 1,705(루프랙 적용시)                                                                     | 1,680 1,705(루프랙 적용시)                                                         | 1,680 1,705(루프랙 적용시)                                                         | 1,680 1,705(루프랙 적용시)                                                                         | 1,680 1,705(루프랙 적용시)                           | 1,680 1,705(루프랙 적용시)                           |           |
| 축거 (mm)            | 2,765 | 2,765                                                                                          | 2,765                                                                              | 2,765                                                                              | 2,765                                                                                              | 2,765                                                | 2,765                                                |           |
| 윤거 (전, mm)        | 1,638 | 1,638                                                                                          | 1,638                                                                              | 1,638                                                                              | 1,638                                                                                              | 1,638                                                | 1,638                                                |           |
| 윤거 (후, mm)        | 1,647 | 1,647                                                                                          | 1,647                                                                              | 1,647                                                                              | 1,647                                                                                              | 1,647                                                | 1,647                                                |           |
| 승차 정원            | 5명 7명 | 5명 7명                                                                                        | 5명                                                                                | 7명                                                                                | 5명 7명                                                                                            | 5명 7명                                              | 5명 7명                                              |           |
| 변속기               | 자동 8단 | 자동 8단                                                                                       | 자동 8단                                                                           | 자동 8단                                                                           | 자동 8단                                                                                           | 자동 8단                                             | 자동 8단                                             |           |
| 서스펜션 (전/후)     | 맥퍼슨 스트럿/멀티 링크 | 맥퍼슨 스트럿/멀티 링크                                                                        | 맥퍼슨 스트럿/멀티 링크                                                            | 맥퍼슨 스트럿/멀티 링크                                                            | 맥퍼슨 스트럿/멀티 링크                                                                            | 맥퍼슨 스트럿/멀티 링크                              | 맥퍼슨 스트럿/멀티 링크                              |           |
| 구동 형식            | 전륜 구동 | 4륜 구동                                                                                       | 전륜 구동                                                                          | 전륜 구동                                                                          | 4륜 구동                                                                                           | 전륜 구동                                            | 4륜 구동                                             |           |
| 엔진 형식            | D4HA | D4HA                                                                                           | D4HB                                                                               | D4HB                                                                               | D4HB                                                                                               | G4KH                                                 | G4KH                                                 |           |
| 연료                 | 디젤 | 디젤                                                                                           | 디젤                                                                               | 디젤                                                                               | 디젤                                                                                               | 가솔린                                               | 가솔린                                               |           |
| 배기량 (cc)          | 1,995 | 1,995                                                                                          | 2,199                                                                              | 2,199                                                                              | 2,199                                                                                              | 1,998                                                | 1,998                                                |           |
| 최고 출력 (ps/rpm)   | 186/4,000 | 186/4,000                                                                                      | 202/3,800                                                                          | 202/3,800                                                                          | 202/3,800                                                                                          | 235/6,000                                            | 235/6,000                                            | 235/6,000 |
| 최대 토크 (kg*m/rpm) | 41.0/1,750~2,750 | 41.0/1,750~2,750                                                                               | 45.0/1,750~2,750                                                                   | 45.0/1,750~2,750                                                                   | 45.0/1,750~2,750                                                                                   | 36.0/1,450~3,500                                     | 36.0/1,450~3,500                                     |           |
| 연료 탱크 용량 (ℓ)   | 71 | 71                                                                                             | 71                                                                                 | 71                                                                                 | 71                                                                                                 | 71                                                   | 71                                                   |           |
| 요소수 탱크 용량 (ℓ) | 18 | 18                                                                                             | 18                                                                                 | 18                                                                                 | 18                                                                                                 | -                                                    | -                                                    |           |
| 공차 중량 (kg)       | 1,795(5인승 18인치 휠)/ 1,835(7인승 18인치 휠)/ 1,810(5인승 19인치 휠)/ 1,850(7인승 19인치 휠)                                                   | 1,860(5인승 18인치 휠)/ 1,900(7인승 18인치 휠)/ 1,875(5인승 19인치 휠)/ 1,915(7인승 19인치 휠) | 1,820(18인치 휠)/ 1,830(19인치 휠)                                                 | 1,860(18인치 휠)/ 1,870(19인치 휠)                                                 | 1,885(5인승 18인치 휠)/ 1,925(7인승 18인치 휠)/ 1,895(5인승 19인치 휠)/ 1,935(7인승 19인치 휠)     | 1,680(5인승 18/19인치 휠)/ 1,720(7인승 18/19인치 휠) | 1,745(5인승 18/19인치 휠)/ 1,785(7인승 18/19인치 휠) |           |
| 연비 (km/ℓ)          | 도심 12.7/고속 15.4/복합 13.8(5/7인승 18인치 휠)/ 도심 12.6/고속 14.7/복합 13.5(5인승 19인치 휠)/ 도심 12.2/고속 14.4/복합 13.1(7인승 19인치 휠) | 도심 11.3/고속 13.9/복합 12.3(5/7인승 18인치 휠)/ 도심 11.1/고속 13.4/복합 12.0(19인치 휠)     | 도심 12.4/고속 15.4/복합 13.6(18인치 휠)/ 도심 12.3/고속 14.7/복합 13.3(19인치 휠) | 도심 11.9/고속 14.7/복합 13.0(18인치 휠)/ 도심 11.8/고속 14.2/복합 12.8(19인치 휠) | 도심 11.3/고속 13.8/복합 12.3(5/7인승 18인치 휠)/ 도심 11.1/고속 13.5/복합 12.0(5/7인승 19인치 휠) | 도심 8.4/고속 11.4/복합 9.5(5/7인승 18/19인치 휠)    | 도심 7.9/고속 10.9/복합 9.0(5/7인승 18/19인치 휠)    |           |
| Co2 배출량 (g/km)    | 138(18인치 휠)/ 141(19인치 휠)/ 146(19인치 휠)                                                                                                   | 156(18인치 휠)/ 160(19인치 휠)                                                                 | 140(18인치 휠)/ 144(19인치 휠)                                                     | 146(18인치 휠)/ 149(19인치 휠)                                                     | 156(18인치 휠)/ 160(19인치 휠)                                                                     | 180(18/19인치 휠)                                    | 190(18/19인치 휠)                                    |           |

### 더 뉴 싼타페(2020년6월~2023년7월)

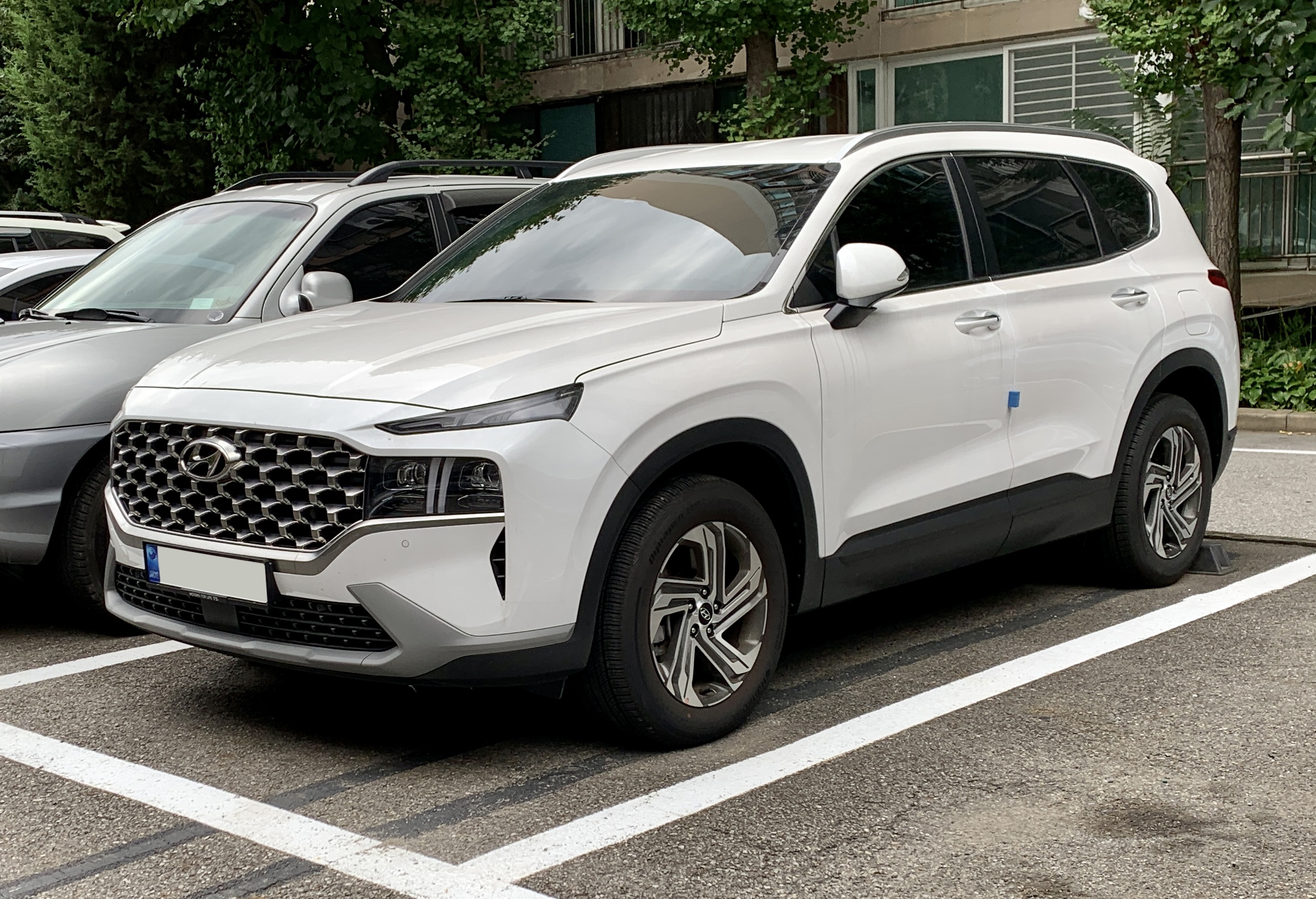
현대 더 뉴 싼타페 정측면

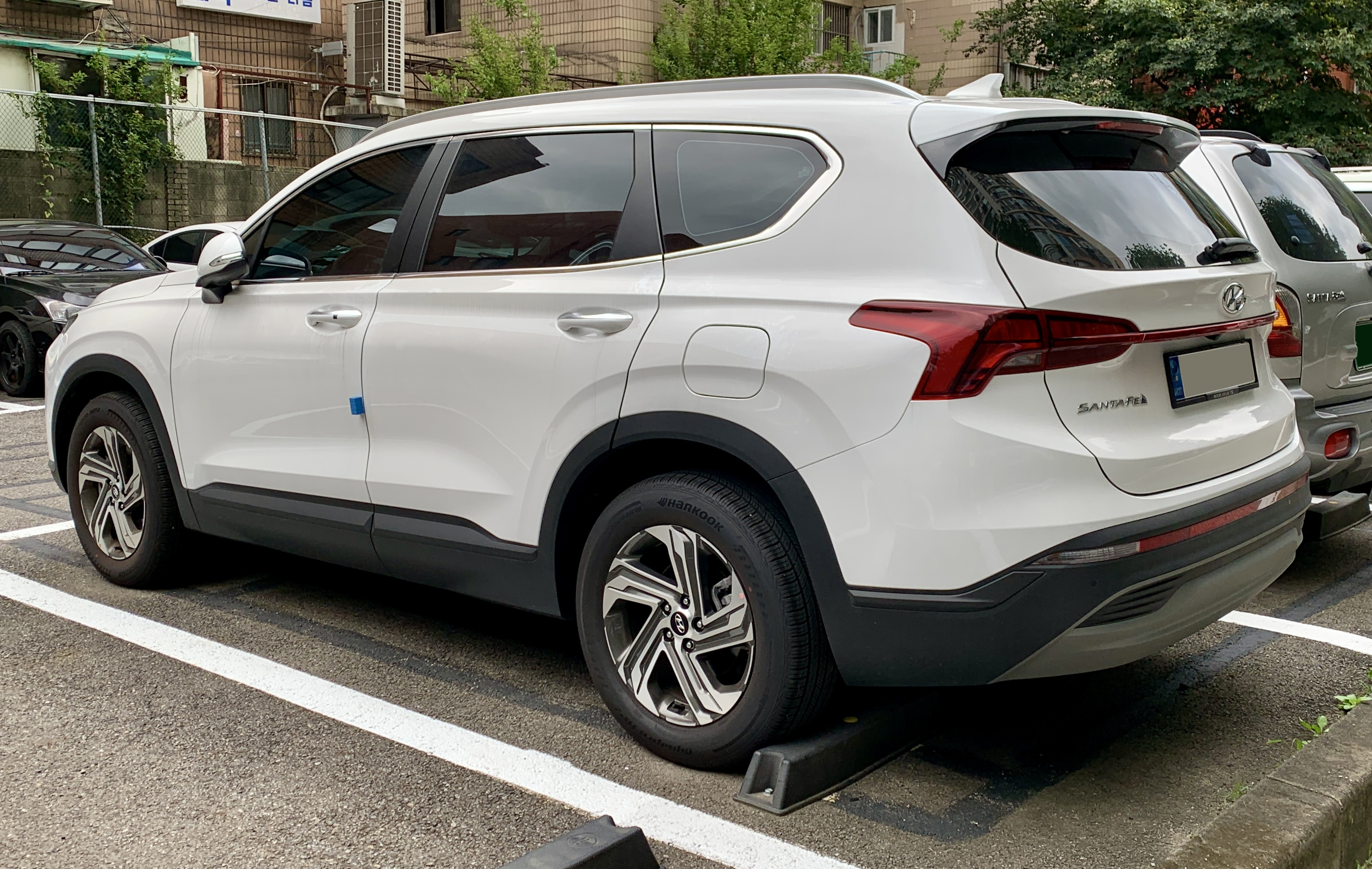
현대 더 뉴 싼타페 후측면

2020년 6월 3일에 내·외장 디자인이 모두 공개되었으며, 6월 30일에 출시되었다. 현대자동차의 디자인 철학인 '센슈어스 스포티니스'를 통하여 독수리의 눈을 연상시키는 헤드램프 일체형 라디에이터 그릴과 T자 모양의 수직 주간 주행등이 적용되었으며, 쏘나타 DN8에 들어간 차세대 3세대 플랫폼이 전후면 부품 일부에 적용되면서 엔진과 자동변속기가 바뀌었다.
실내는 팰리세이드를 연상시키는 사용자 중심 구조로 바뀌었으며, 크래시 패드와 센터페시아, 콘솔박스로 이어지는 높은 센터콘솔 구조를 갖추고, 64가지의 색상이 가능한 앰비언트 무드램프가 적용되었다. 자동변속기는 기존 레버식에서 전자식 변속버튼 방식으로 바뀌었으며, 202마력 2.2리터 R-2 커먼레일 디젤 엔진이 장착됐다. 2020년 11월 2일에는 281마력 2.5리터 세타2 가솔린 터보 엔진이 추가됐으며, 2021년 7월 9일에는 230마력 1.6리터 감마 가솔린 터보 하이브리드가 추가됐다. 자동변속기는 2.2리터 커먼레일 디젤 엔진과 2.5리터 가솔린 터보 엔진에 8단 습식 DCT가 장착되고, 1.6리터 가솔린 터보 하이브리드에는 6단 자동변속기가 장착된다. 하지만 페이스리프트 모델은 호불호가 갈리는 디자인 때문인지 기아 쏘렌토와 구형에 비해 저조한 판매량을 기록하였다.

#### 라인업
| 구분         | 2.2ℓ 디젤                                      |
| ------------ | ---------------------------------------------- |
| 더 뉴 싼타페 | 프리미엄 프리미엄 초이스 프레스티지 캘리그래피 |

#### 제원
| 구분                 | 2.2ℓ R Ⅱ 스마트스트림 D VGT 디젤 2WD 5/6/7인승                                                     | 2.2ℓ R Ⅱ 스마트스트림 D VGT 디젤 4WD 5인승     | 2.2ℓ R Ⅱ 스마트스트림 D VGT 디젤 4WD 7인승     | 2.2ℓ R Ⅱ 스마트스트림 D VGT 디젤 4WD 5/7인승     |
| -------------------- | -------------------------------------------------------------------------------------------------- | ---------------------------------------------- | ---------------------------------------------- | ------------------------------------------------ |
| 전장 (mm)            | 4,785 4,800(루프랙 적용시)                                                                         | 4,785 4,800(루프랙 적용시)                     | 4,785 4,800(루프랙 적용시)                     | 4,785 4,800(루프랙 적용시)                       |
| 전폭 (mm)            | 1,900 1,910(루프랙 적용시)                                                                         | 1,900 1,910(루프랙 적용시)                     | 1,900 1,910(루프랙 적용시)                     | 1,900 1,910(루프랙 적용시)                       |
| 전고 (mm)            | 1,685 1,710(루프랙 적용시)                                                                         | 1,685 1,710(루프랙 적용시)                     | 1,685 1,710(루프랙 적용시)                     | 1,685 1,710(루프랙 적용시)                       |
| 축거 (mm)            | 2,765                                                                                              | 2,765                                          | 2,765                                          | 2,765                                            |
| 윤거 (전, mm)        | 1,646(R18) 1,637(R20)                                                                              | 1,646(R18) 1,637(R20)                          | 1,646(R18) 1,637(R20)                          | 1,646(R18) 1,637(R20)                            |
| 윤거 (후, mm)        | 1,656(R18) 1,647(R20)                                                                              | 1,656(R18) 1,647(R20)                          | 1,656(R18) 1,647(R20)                          | 1,656(R18) 1,647(R20)                            |
| 승차 정원            | 5명 7명                                                                                            | 5명                                            | 7명                                            | 5명 7명                                          |
| 변속기               | 듀얼 클러치 자동 8단(습식)                                                                         | 듀얼 클러치 자동 8단(습식)                     | 듀얼 클러치 자동 8단(습식)                     | 듀얼 클러치 자동 8단(습식)                       |
| 서스펜션 (전/후)     | 맥퍼슨 스트럿/멀티 링크                                                                            | 맥퍼슨 스트럿/멀티 링크                        | 맥퍼슨 스트럿/멀티 링크                        | 맥퍼슨 스트럿/멀티 링크                          |
| 구동 형식            | 전륜구동                                                                                           | 4륜구동                                        | 4륜구동                                        | 4륜구동                                          |
| 엔진 형식            | D4HE                                                                                               | D4HE                                           | D4HE                                           | D4HE                                             |
| 연료                 | 디젤                                                                                               | 디젤                                           | 디젤                                           | 디젤                                             |
| 배기량 (cc)          | 2,151                                                                                              | 2,151                                          | 2,151                                          | 2,151                                            |
| 최고 출력 (ps/rpm)   | 202/3,800                                                                                          | 202/3,800                                      | 202/3,800                                      | 202/3,800                                        |
| 최대 토크 (kg*m/rpm) | 45.0/1,750~2,750                                                                                   | 45.0/1,750~2,750                               | 45.0/1,750~2,750                               | 45.0/1,750~2,750                                 |
| 연료 탱크 용량 (ℓ)   | 67                                                                                                 | 67                                             | 67                                             | 67                                               |
| 요소수 탱크 용량 (ℓ) | 18                                                                                                 | 18                                             | 18                                             | 18                                               |
| 공차 중량 (kg)       | 1,735(5인승 18인치 휠)/ 1,785(7인승 18인치 휠)/ 1,770(5인승 20인치 휠)/ 1,820(7인승 20인치 휠)     | 1,800(5인승 18인치 휠)                         | 1,850(7인승 18인치 휠)                         | 1,835(5인승 20인치 휠)/ 1,885(7인승 20인치 휠)   |
| 연비 (km/ℓ)          | 도심 13.0/고속 15.9/복합 14.2(5/7인승 18인치 휠)/ 도심 12.5/고속 15.3/복합 13.6(5/7인승 20인치 휠) | 도심 12.3/고속 15.3/복합 13.5(5인승 18인치 휠) | 도심 12.0/고속 15.1/복합 13.2(7인승 18인치 휠) | 도심 11.7/고속 14.4/복합 12.8(5/7인승 20인치 휠) |
| Co2 배출량 (g/km)    | 134(18인치 휠)/ 139(20인치 휠)                                                                     | 141(18인치 휠)                                 | 144(18인치 휠)                                 | 149(20인치 휠)                                   |

## 5세대(MX5)

### 디 올 뉴 싼타페(2023년8월~2024년8월)
2023년 7월 18일에 디자인을 공개한 후, 2023년 8월 16일에 출시했다. 전 세대 싼타페와 달리, 박스형 디자인으로 공개되었다. 5인승이 기본이고 6인승 및 7인승용 3열 시트는 선택사양이며, 미국 시장용에는 3열 시트가 기본이다.
디젤 엔진을 폐지했으며, 대한민국 내수용에는 세타2 281마력 2.5리터 가솔린 터보 엔진과 감마 235마력 1.6리터 가솔린 터보 하이브리드로 라인업을 꾸린다. 2.5리터 가솔린 터보의 대한민국 복합연비는 전륜구동 10~11km/L, 4륜구동 9.4~10.1km/L. 자동변속기는 컬럼식이 적용된다. 해외 시장용에는 194마력 2.5리터 앳킨슨 사이클 가솔린 자연흡기 엔진과 1.6리터 가솔린 터보 플러그인 하이브리드도 추가되며, 플러그인 하이브리드의 전기 충전구는 오른쪽 리어 펜더에 장착된다.
몽고메리 현지공장에서도 생산할 예정이다.

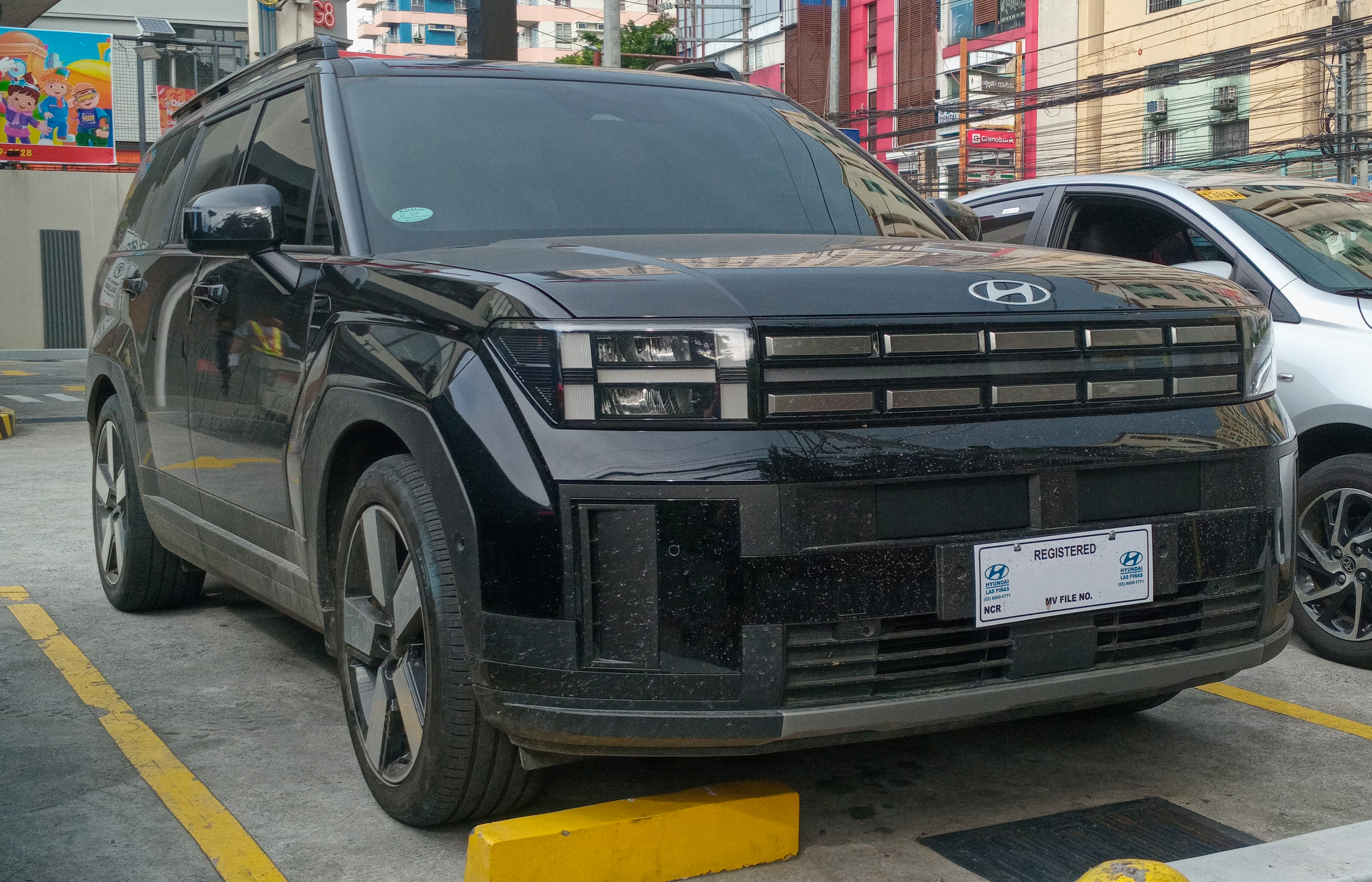
현대 디 올뉴 싼타페 가솔린 전측면
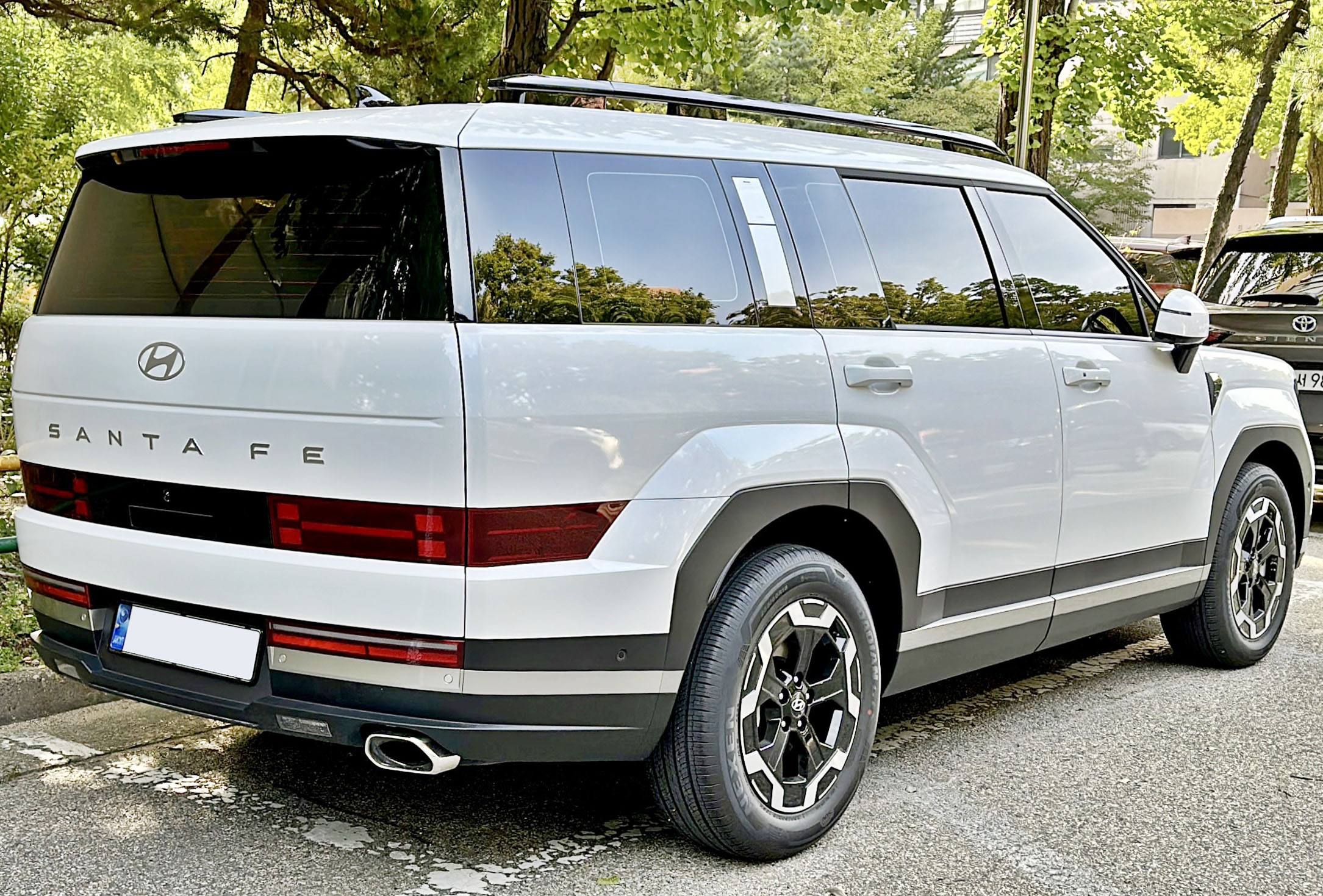
현대 디 올 뉴 싼타페(가솔린) 후측면
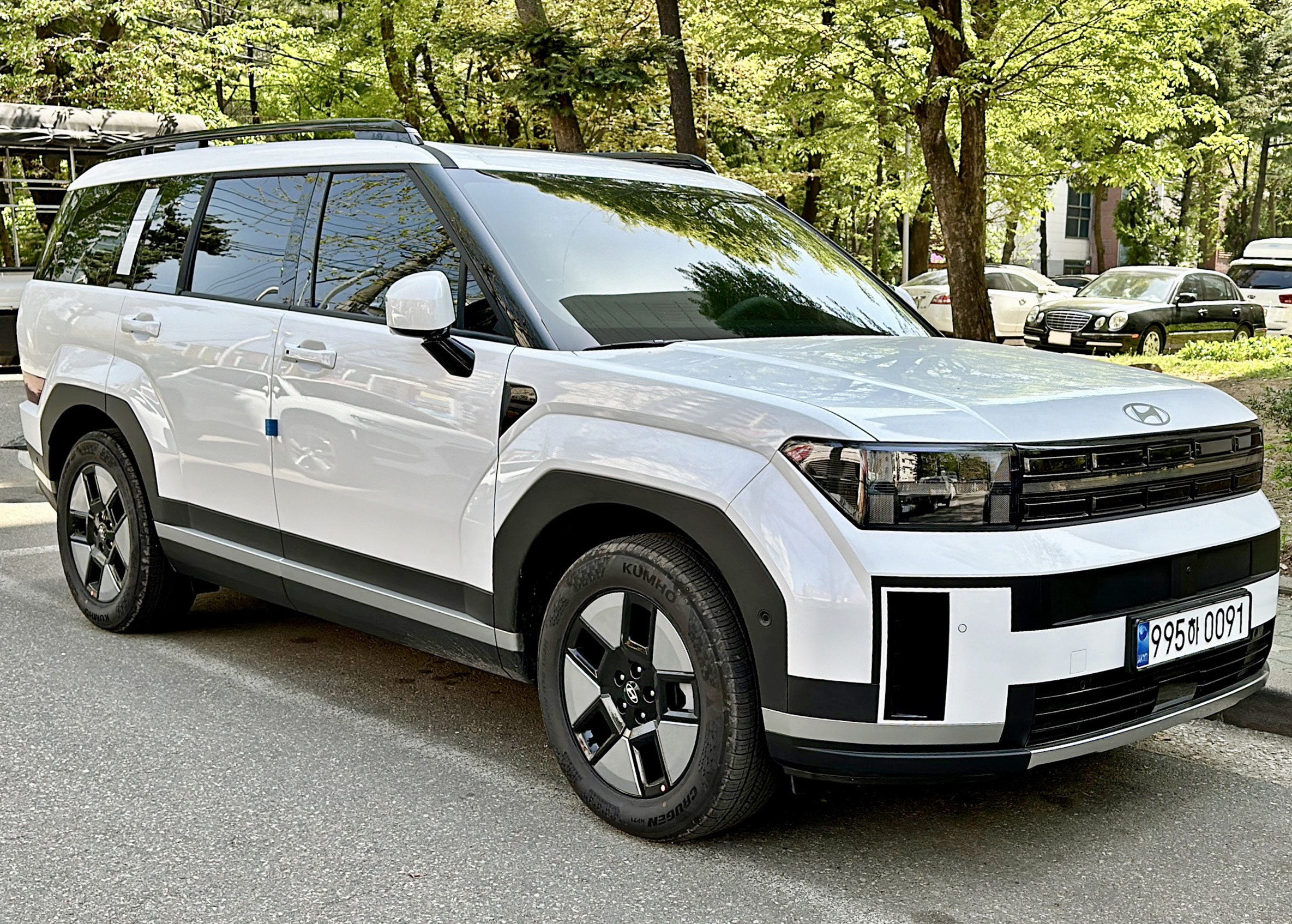
현대 디 올 뉴 싼타페(하이브리드) 정측면
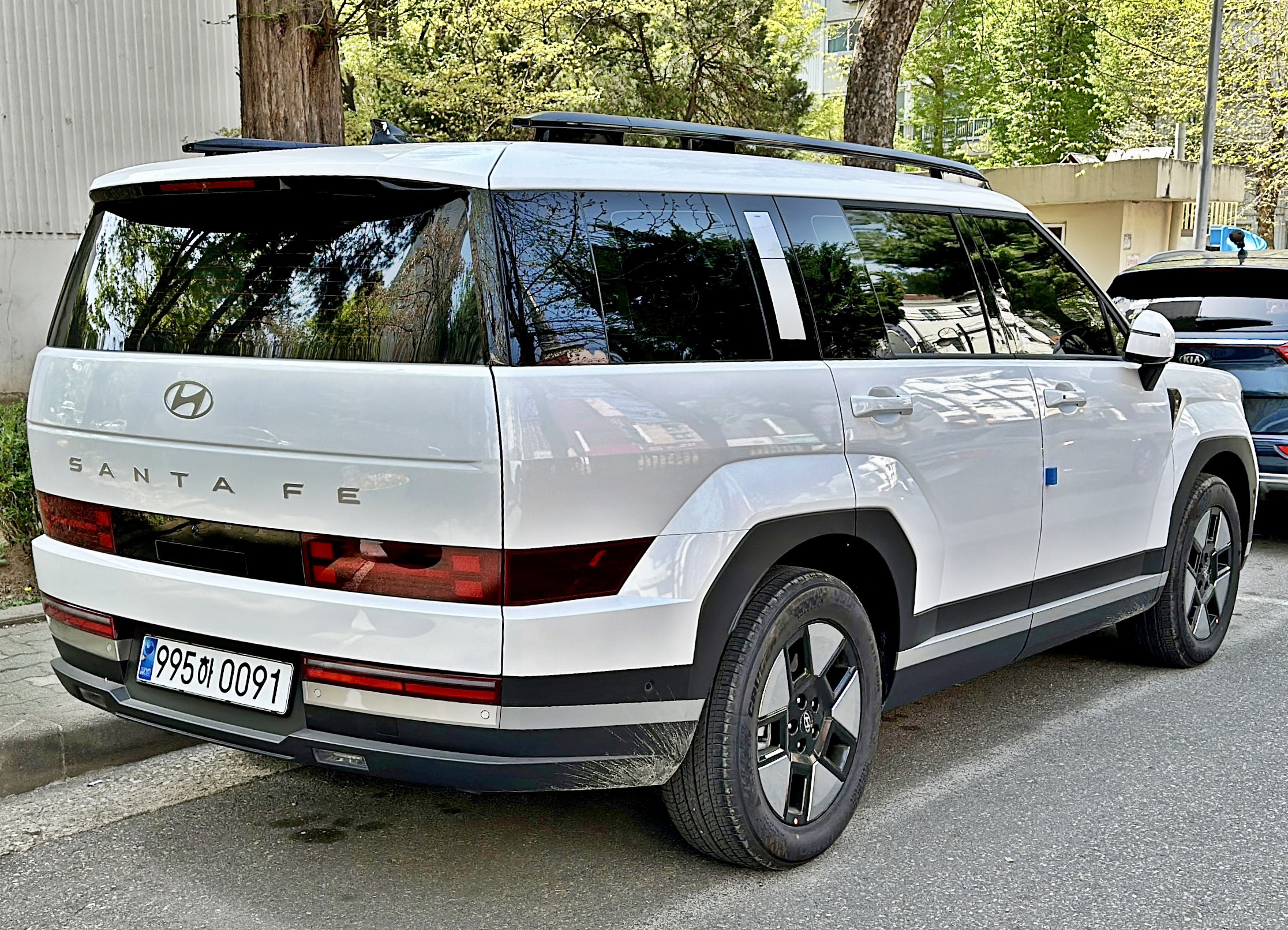
현대 디 올 뉴 싼타페(하이브리드) 후측면
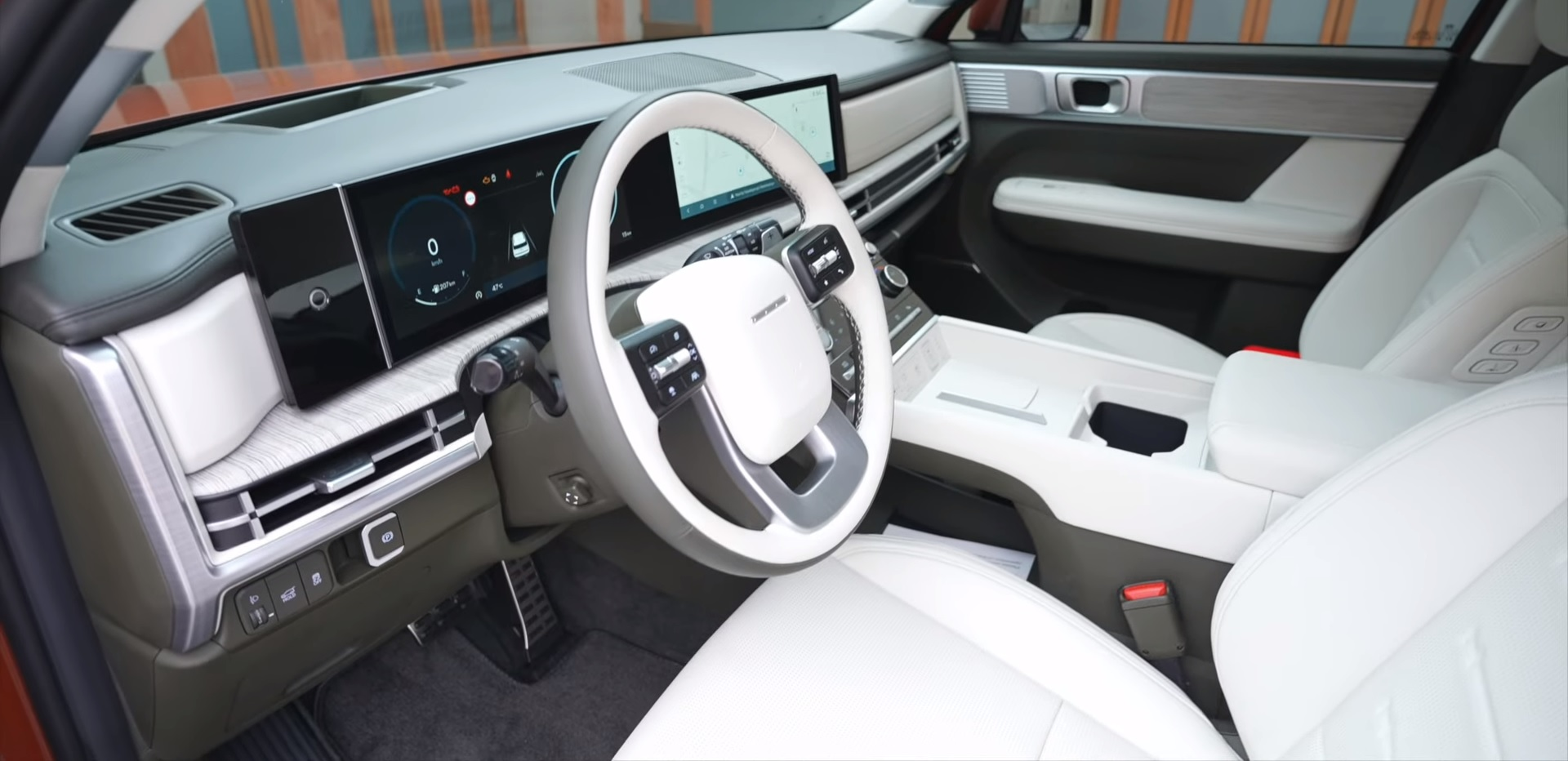
현대 디올뉴 싼타페 인스퍼레이션 실내

### 2025 싼타페 (2024년8월~현재)
2024년 8월 27일, 연식 변경 모델인 '2025 싼타페'가 출시됐다.
프레스티지 트림부터 전방 충돌 방지 보조, 고속도로 주행보조2, 후측방 충돌 방지 보조, 내비게이션 기반 스마트 크루즈 컨트롤 등 첨단 운전자 보조 시스템(ADAS)으로 구성된 현대 스마트센스를 기본 탑재했다.
'프레스티지 플러스' 트림이 새로 추가되었으며 서라운드 뷰 모니터, 후측방 모니터, 측방주차거리경고, 원격 스마트 주차 보조, 후방 주차 충돌방지 보조, 헤드업 디스플레이가 기본 적용된다.
익스클루시브 트림에는 헤드업 디스플레이, 파노라믹 커브드 디스플레이, 12.3인치 컬러 LCD 클러스터, 디지털키2, 듀얼 스마트폰 무선충전 등으로 구성된 옵션 패키지 ‘베스트 셀렉션’을 새롭게 운영한다.
판매 가격은 가솔린 2.5 터보 모델 3,546만 원 부터, 하이브리드 2WD 모델 3,888만 원 부터, 하이브리드 4WD 모델 4,254만 원 부터 시작한다.

### 2026 싼타페 (2025년8월~현재)
2025년 8월 7일에 싼타페의 연식변경 모델 ‘2026 싼타페’가 출시됐다.
2026 싼타페는 기본 트림인 익스클루시브에 전자식 변속 칼럼 진동 경고, 파노라믹 커브드 디스플레이, 12.3인치 컬러 LCD 클러스터 등을 기본화했다.  또한 신규 트림 H-Pick이 추가됐다. 2026 싼타페 H-Pick 트림은 기존 ‘프레스티지 플러스’ 트림에 디지털 키 2, 운전석 에르고 모션 시트, 1열 릴렉션 컴포트 시트 등을 기본으로 적용했다.
2026 싼타페는 라디에이터 그릴, 스키드 플레이트, 엠블럼 등에 블랙 컬러를 적용한 ‘블랙 익스테리어’와 기존 블랙잉크에 블랙 사이드스텝과 전용 도어스팟램프를 추가한 ‘블랙잉크 플러스’를 새롭게 운영한다. ‘블랙 익스테리어’와 ‘블랙잉크 플러스’는 각각 H-Pick 트림과 캘리그래피 트림에서 선택 가능하다.
2026 싼타페의 판매 가격은 가솔린 2.5 터보 모델의 익스클루시브 트림 3,606만 원, 프레스티지 트림 3,889만 원, H-Pick 트림 4,150만 원, 캘리그래피 트림 4,484만 원이다.
2026 싼타페 하이브리드의 판매 가격은 2WD 모델의 익스클루시브 트림 3,964만 원, 프레스티지 트림 4,247만 원, H-Pick 트림 4,508만 원, 캘리그래피 트림 4,807만 원이며, 4WD 모델의 익스클루시브 트림 4,284만 원, 프레스티지 트림 4,567만 원, H-Pick 트림 4,828만 원, 캘리그래피 트림 5,127만 원이다.

## 역대 슬로건

### 1세대(SM)
- Fusion Car (싼타페)
- 도시의 매혹 (싼타페)
- 도시를 즐겨라! (싼타페)

### 2세대(CM)
- 당신이 달라 보입니다 (싼타페 CM)
- your dress code (싼타페 CM)
- Stylish (싼타페 CM)
- More Stylish Santa Fe (싼타페 더 스타일)
- 스타일의 완성 (싼타페 더 스타일)

### 3세대(DM)
- THE CONTRAST (싼타페 DM)
- SUV의 경계를 넘다 (싼타페 DM)
- All around Perfection (싼타페 더 프라임)
- CARPE DIEM (싼타페 더 프라임)

### 4세대(TM)
- 싼타페, 그 새로운 시작 (싼타페 TM)
- MAKE QUALITY TIME (싼타페 TM)
- 하이브리드를 더 편안하게 (더 뉴 싼타페 하이브리드)
- 사랑해 (더 뉴 싼타페)
- 패밀리 SUV의 진화(더뉴 싼타페)

### 5세대(MX5)
- Open for More (디 올 뉴 싼타페)
- 일상과 일상 사이를 열다. (디 올 뉴 싼타페)

## 엔진 및 파워 트레인

### 1세대(SM)
싼타페
- 2.0 HTI 디젤(2000년~2001년)
- 2.0 CRDI 디젤(2001년~2003년)
- 2.0 VGT 디젤(2003년~2005년)
- 2.0 시리우스 가솔린(2001년~2002년)
- 2.7 델타 V6 LPG(2000년~2001년)
- 2.7 델타 V6 가솔린(2001년)
- 트랜스미션 - 5단 수동/4단 자동(2000년~2005년)

### 2세대(CM)
싼타페
- 2.0 D-VGT 디젤(2005년~2009년)
- 2.2 D-VGT 디젤(2005년~2009년)
- 트랜스미션 - 5단 수동/5단 자동(2005년~2009년)

싼타페 더 스타일
- 2.0 R-VGT 디젤(2009년~2012년)
- 2.2 R-VGT 디젤(2009년~2012년)
- 2.4 세타 Ⅱ 가솔린(2009년~2010년)
- 2.7 뮤 V6 LPI(2009년~2010년)
- 트랜스미션 - 6단 수동/6단 자동(2009년~2012년)

### 3세대(DM)
올 뉴 싼타페
- 2.0 R-VGT 디젤(2012년~2015년)
- 2.2 R-VGT 디젤(2012년~2015년)
- 트랜스미션 - 6단 수동/6단 자동(2012년~2015년)

싼타페 더 프라임
- 2.0 R-VGT 디젤(2015년~2018년)
- 2.2 R-VGT 디젤(2015년~2018년)
- 2.0 T-GDI 가솔린(2017년~2018년)
- 트랜스미션 - 6단 자동(2015년~2018년)

### 4세대(TM)
올 뉴 싼타페
- 2.0 R-VGT 디젤(2018년~2020년)
- 2.2 R-VGT 디젤(2018년~2020년)
- 2.0 T-GDI 가솔린(2018년~2020년)
- 트랜스미션 - 8단 자동(2018년~2020년)

더 뉴 싼타페 (2020년 6월~2023년 7월)
더 뉴 싼타페 (2023년 8월 ~ )
( 2 프리미엄 스포츠 N ,익스클루시브 5인승 스폐셜,익스클루시브 7인승 디젤 2WD, 4WD  ) 2021년 5월 23일 출시 탄생
- 2.2 R-VGT 디젤(2020년~2023년)
- 2.5 가솔린 터보(2020년~2023년)
- 트랜스미션 - 8단 자동(2020년~2023년)

## 수상 내역
- 2025 세계 여성 올해의 차(WWCOTY) - 대형 스포츠 유틸리티 차(SUV)부문 수상[23]
- 영국 <2025 왓 카 어워즈> - ‘최고의 7인승 차량’ 선정
- 미국 카 앤 드라이버 <2025 에디터스 초이스 어워즈> - '중형 하이브리드 SUV' 부문 (싼타페 하이브리드)

## 각종 미디어에서의 등장

### 만화에서의 등장
- 헬로 카봇 - 카봇 에이스 (3세대 모델)
- 또봇: 대도시의 영웅들 - 또봇 소닉 (5세대 모델)

## 같이 보기
- 현대 맥스크루즈